# Liste des vainqueurs du stadion aux Jeux olympiques antiques
Vous lisez un « article de qualité » labellisé en 2018.

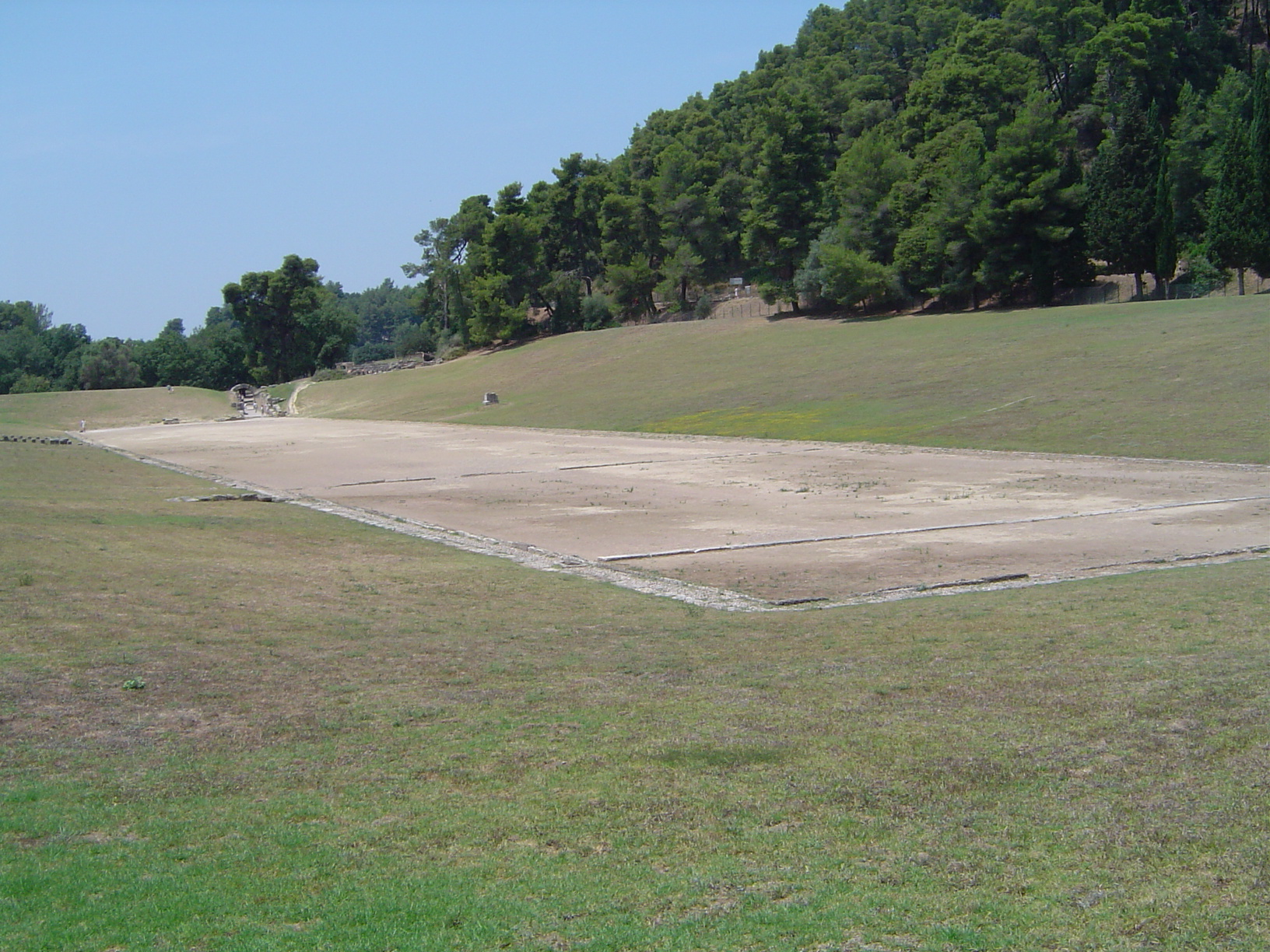
Le stade d'Olympie.

La liste des vainqueurs du stadion aux Jeux olympiques antiques recense les 221 vainqueurs connus, au cours de 255 Jeux, de cette course d'une longueur d'un stade (environ 192 m) depuis Corèbe d'Élis en 776 av. J.-C jusqu'à Dionysios d'Alexandrie en 269 ap. J.-C.
Le stadion était la course la plus ancienne et la plus importante des Jeux olympiques antiques. À partir de la fin du Ve siècle av. J.-C., en plus des archives sur le sanctuaire d'Olympie, des listes de vainqueurs olympiques furent rédigées, la première par Hippias d'Élis. Un demi-siècle plus tard, Aristote, pour sa propre liste, mit en place la numérotation des olympiades — la période de quatre ans entre deux jeux olympiques — tandis que celle de Timée de Tauroménion établissait des correspondances entre la liste de vainqueurs du stadion et les listes de magistrats dans les cités.
Dès lors, le vainqueur du stadion, en donnant son nom à l'olympiade, joua à l'échelle panhellénique le même rôle dans l'organisation des calendriers que celui que jouait, à l'échelle de la cité, le magistrat éponyme. La victoire de Corèbe en 776 av. J.-C. est ainsi devenue la date de début du calendrier grec. Par la suite, historiens et chronographes multiplièrent les listes afin de faciliter la datation des événements. La liste la mieux conservée et la plus complète est celle établie par Eusèbe de Césarée au début du IVe siècle apr. J.-C. En effet, sur les trente-cinq listes connues, bien peu sont complètes. Certaines ne sont qu'évoquées dans la littérature, d'autres encore sont très fragmentaires.
À partir de ces listes antiques, ainsi que de l'épigraphie, les historiens contemporains, comme Luigi Moretti, ont à leur tour cherché à établir des listes de vainqueurs olympiques antiques, et en premier lieu, de vainqueurs du stadion.

## Le stadion

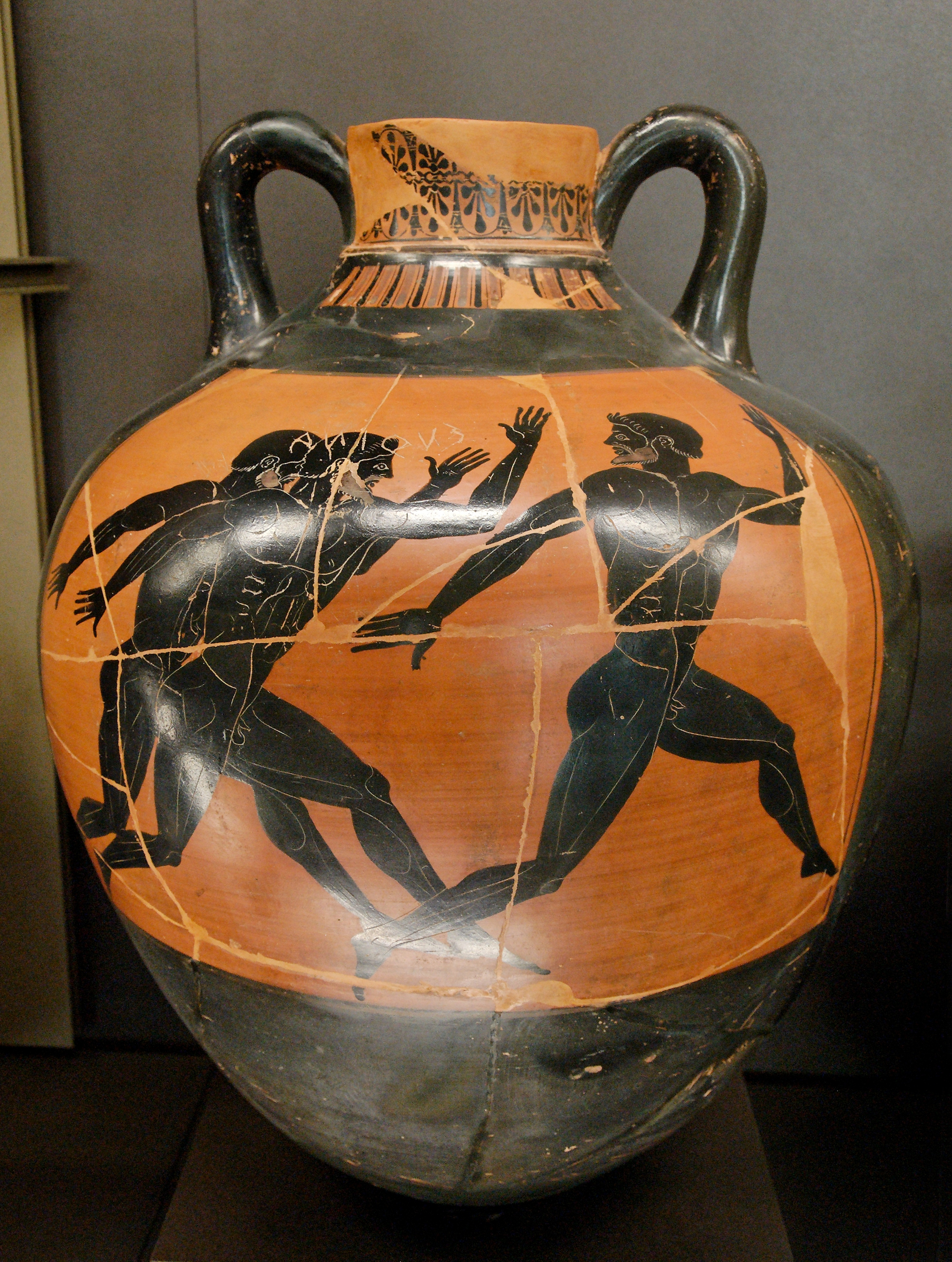
Coureurs de stadion.
Amphore panathénaïque à figures noires, vers 500 av. J.-C.
Peintre de Cléophradès (Louvre G65).

Le stadion (grec ancien : στάδιον) fut, de 776 à 724 av. J.-C., la seule épreuve aux Jeux olympiques antiques. Le vainqueur avait l'honneur d'allumer le bûcher pour l'hécatombe, point d'orgue de la fête religieuse,,,. Le stadion correspondait à un sprint d'une longueur d'un « stade », soit 600 pieds. À Olympie, avec un pied de 32,04 cm, la course était, à l'époque classique, longue de 192,24 mètres. Une vingtaine d'athlètes pouvait se mesurer sur ce stade. Avec le succès croissant des jeux au fil du temps, il devint nécessaire de mettre en place des séries éliminatoires avant une « finale ».
Les coureurs de stadion ne semblent pas avoir été que des spécialistes de sprint. Régulièrement, un athlète réalisait le doublé stadion (un stade) et diaulos (δίαυλος, double stade). Certains remportaient aussi le pentathlon (disque, javelot, longueur, stadion et pancrace). L'hoplitodromos (Ὁπλιτόδρομος, course en armes sur deux stades), ajouté à la fin du VIe siècle av. J.-C., nécessitait une technique spécifique. Rares étaient les athlètes capables de remporter stadion et hoplitodromos, mais alors souvent dans le cadre d'un triplé avec le diaulos. De même, le triplé stadion-diaulos-dolichos (Δόλιχος, course de fond) était exceptionnel : seul Politès de Céramos le réalisa en 69 apr. J.-C.,,.
Les athlètes ne participaient pas qu'aux Jeux olympiques, même si parfois on ne connaît de leur carrière que la victoire à Olympie. Un sportif était dit « periodonikès » (περιοδονίκης) quand il avait emporté une victoire à chacun des jeux pentétériques au cours de la « période » (περίοδος), les quatre années séparant deux jeux olympiques. Longtemps, la « période » comprenait en plus des Jeux olympiques les Jeux isthmiques, néméens et pythiques. À l'époque hellénistique, les jeux isolympiques se multiplièrent, élargissant la « période ».

## Listes de vainqueurs
Le concept d'enregistrement d'une performance « quantifiée » en termes de mesure de temps ou de distance est lié aux sociétés modernes, industrielles, qui disposent des moyens matériels de ces mesures. Il n'y a donc pas de « record » au sens contemporain du terme dans le sport antique. De plus, même lorsqu'il aurait été possible de mesurer, d'enregistrer et de conserver une performance (lancer de disque par exemple), les Grecs ne le faisaient pas. Ce qui cependant était pour eux notable, retenu et enregistré, sous forme de liste, était le fait qu'un sportif ait été le « premier » : le premier lors d'une course mais aussi le premier à réaliser quelque chose : le premier d'une cité à remporter une victoire, le premier à remporter deux victoires de suite (conserver son titre), le premier avec le plus de victoires, etc.,.
Au total, trente-cinq listes de vainqueurs olympiques sont avérées historiquement, depuis celle d'Hippias d'Élis, à la fin du Ve siècle av. J.-C. jusqu'à celle de Panodore d'Alexandrie et Anniane d'Alexandrie au début du Ve siècle apr. J.-C. Les auteurs les plus célèbres incluent Aristote, Timée, Ératosthène, Philochore, Scopas, Thallus ou Dexippe,,,. La principale liste connue est celle d'Eusèbe de Césarée dans sa Chronique (premier quart du IVe siècle apr. J.-C.) pour laquelle il s'appuyait sur la liste proposée par Julius Africanus dans son Olympiade (début du IIIe siècle apr. J.-C.),. Ces listes étaient de deux types : les listes « complètes » de vainqueurs, dans toutes les disciplines (par exemple celles d'Hippias d'Élis, Aristote ou Ératosthène) et les listes « à but chronologique » avec le seul vainqueur du stadion (comme celles de Timée, Denys d'Halicarnasse, Julius Africanus ou Eusèbe de Césarée).

### Listes et calendriers antiques
Il semblerait que ce ne fût pas avant la fin du VIe siècle av. J.-C. que les Grecs aient cherché un moyen aisé de calculer les distances temporelles. À la fin du Ve siècle av. J.-C., l'habitude avait été prise dans les cités de donner le nom d'un magistrat (comme les archontes éponymes à Athènes, les éphores et les rois à Sparte ou les prêtresses d'Héra à Argos) à l'année où il officiait. Des listes de magistrats furent établies pour calculer les distances chronologiques entre deux événements. Il y avait donc des listes spécifiques à chaque cité,. Dans ce contexte Hippias d'Élis établit sa liste de vainqueurs olympiques, autour d'une liste de vainqueurs du stadion qui semblaient déjà jouer à Élis un rôle d'éponymes. Le caractère panhellénique des Jeux olympiques pourrait alors avoir facilité une adoption de plus en plus large de la liste des vainqueurs du stadion comme base des calendriers. Lorsqu'Aristote introduisit la numérotation des olympiades, cela simplifia encore le calcul des dates. Surtout, cela établit la tradition mnémotechnique d'associer le vainqueur éponyme du stadion et le numéro de l'olympiade. Timée (IVe – IIIe siècle av. J.-C.) fit le lien entre la liste des vainqueurs du stadion et les listes des magistrats (ou prêtresses) éponymes des diverses cités. Malgré tout, les cités conservèrent leur calendrier avec leur magistrat éponyme tandis que les olympiades et les vainqueurs du stadion furent surtout utilisés par les historiens et chronographes.
Ératosthène (IIIe siècle av. J.-C.) organisa sa chronologie autour du système des olympiades, qu'il divisa par année : première, deuxième, troisième et quatrième année de l'olympiade. Il fixa aussi définitivement le passage entre la période « obscure » ou « mythologique » et la période réellement « historique » des Jeux olympiques à ceux où Corèbe avait remporté le stadion (776 av. J.-C.), faisant ainsi de cette date le point de départ des calendriers grecs,. En effet, la date à laquelle les Jeux olympiques auraient débuté est depuis l'Antiquité, très discutée, entre leur création mythologique et leur recréation historique. La date la plus ancienne proposée pour la création est le début du XVIe siècle av. J.-C., tandis que la recréation est attribuée soit à Iphitos d'Élis en 884 av. J.-C. soit au Spartiate Lycurgue (fin du IXe - début du VIIIe siècle av. J.-C.). Ces diverses dates ne correspondent pas à celle de 776 av. J.-C. Ainsi, selon Ératosthène ou Apollodore d'Athènes un peu plus tard, Corèbe est le premier vainqueur enregistré lors de ce qui devint donc l'olympiade numéro un, mais pas lors des premiers Jeux qui remonteraient à Iphitos en 884 av. J.-C. Le premier vainqueur des Jeux « historiques » était pour tous Corèbe. La première olympiade du calendrier était donc celle dont Corèbe avait été le vainqueur. Elle devint la convention sur laquelle les Grecs fondèrent leur calendrier. Les chronographes et historiens dataient ensuite les événements en fonction des olympiades : Diodore de Sicile évoque ainsi une éclipse lors de la troisième année de la 117e olympiade (310 av. J.-C.). Ératosthène propose des intervalles entre les événements connus de son temps et les Jeux durant lesquels Corèbe remporta le stadion. Ce sont donc bien les listes qui firent les calendriers, avec la victoire de Corèbe comme point de départ. Plus tard, avec le changement de paradigme calendaire, les historiens ont calculé la date de cette victoire à 776 av. J.-C.,.
La domination romaine, à partir du IIe siècle av. J.-C., nécessita la coordination entre calendriers grec et romain. Le système des olympiades se révéla une solution, comme le montre l'organisation des ouvrages de Diodore de Sicile et Denys d'Halicarnasse qui mettent en parallèle l'archonte éponyme d'Athènes, les consuls romains et le vainqueur du stadion pour désigner les années.
Les chronographes chrétiens, principalement Julius Africanus puis Eusèbe de Césarée, utilisèrent aussi le système des olympiades et des vainqueurs du stadion dans leurs efforts pour organiser leurs chronologies de l'histoire du monde, de la création à l'Apocalypse en passant par les événements relatés dans la Bible,. Ainsi, dans sa liste, Eusèbe précise, en parallèle, le vainqueur du stadion et les accessions au trône par exemple de Cyrus ou des empereurs romains afin de faire le lien entre les calendriers grec, perse, romain et la chronologie biblique. Ensuite, le développement dans tout l'Empire romain de nouveaux calendriers, à partir de la naissance de Jésus Christ, puis la disparition des Jeux, mirent fin à l'utilisation des listes de vainqueurs olympiques et avant tout celle de vainqueurs du stadion pour les calculs chronologiques. Le pillage du site par les Hérules en 267 suivi d'un tremblement de terre à la fin du IIIe siècle firent perdre aux Jeux olympiques une partie de leur importance. Il y eut encore des Jeux au IVe siècle : les derniers vainqueurs connus sont deux lutteurs (Philuménos de Philadelphie de Lydie et Varazdat) couronnés lors des 287es Jeux en 369. Traditionnellement, l'édit de Thessalonique de Théodose Ier interdisant les fêtes païennes est considéré comme ayant mis fin aux Jeux olympiques qui se seraient tenus une dernière fois en 393.

### Listes antiques de vainqueurs
À Olympie même, les noms des vainqueurs étaient enregistrés sur des plaques de bronze, mais pas systématiquement, et ces plaques ont presque toutes disparu. Sur le sanctuaire, les vainqueurs dédiaient aussi statues, objets ou inscriptions pour célébrer leur victoire ; mais là non plus, ce n'était pas systématique et comme le constate encore l'épigraphie, elles sont rarement précisément datées. D'un point de vue historiographique, l'opinion la plus courante est que l'enregistrement du nom des vainqueurs olympiques (et tout d'abord du vainqueur du stadion) commença avec la victoire de Corèbe d'Élis en 776 av. J.-C. Cependant, pour l'historien Paul Christesen (professeur au Department of Classics du Dartmouth College), si Pausanias suggère qu'il existait des « archives éléennes » ainsi qu'un catalogue de vainqueurs sous forme d'inscription, il n'existe pas de réelle preuve d'une systématisation de cet enregistrement dès le début du VIIIe siècle av. J.-C. Même lorsque le Périégète écrit que les Éléens refusèrent de reconnaître les vainqueurs des 34es jeux en 644 av. J.-C. car le sanctuaire était alors sous le contrôle de Pise, la cité voisine ennemie d'Élis, cela ne peut être considéré comme une preuve suffisante de l'existence d'une liste systématique de vainqueurs. De plus, les inscriptions les plus anciennes retrouvées lors des fouilles sur le sanctuaire ne remontent pas au-delà de 600 av. J.-C. et l'étude de leurs forme et dialecte montre qu'elles furent le fait de visiteurs étrangers et non d'Éléens. Enfin, les familles ou les cités ayant compté dans leur histoire un vainqueur olympique devaient en transmettre le nom, dans le cadre d'une tradition orale. Cette connaissance était cependant dispersée dans les diverses cités grecques, avec de surcroît le problème d'une réécriture (volontaire ou non) de l'histoire familiale ou citoyenne. Connaître précisément lors de l'établissement des premières listes le nom et la cité d'un vainqueur au cours de jeux spécifiques trois siècles à trois siècles et demi plus tôt a pu s'avérer très ardu. Dès lors, pour les périodes les plus anciennes, il reste difficile d'établir une liste fiable de vainqueurs. Cela ne signifie cependant pas que les listes soient fausses. Il est fort probable que pour les périodes les plus anciennes, les athlètes nommés dans les listes aient bel et bien remporté une victoire à Olympie, mais il n'est pas certain que ce fut dans l'épreuve ou à la date désormais retenues, hormis pour les plus célèbres d'entre eux.

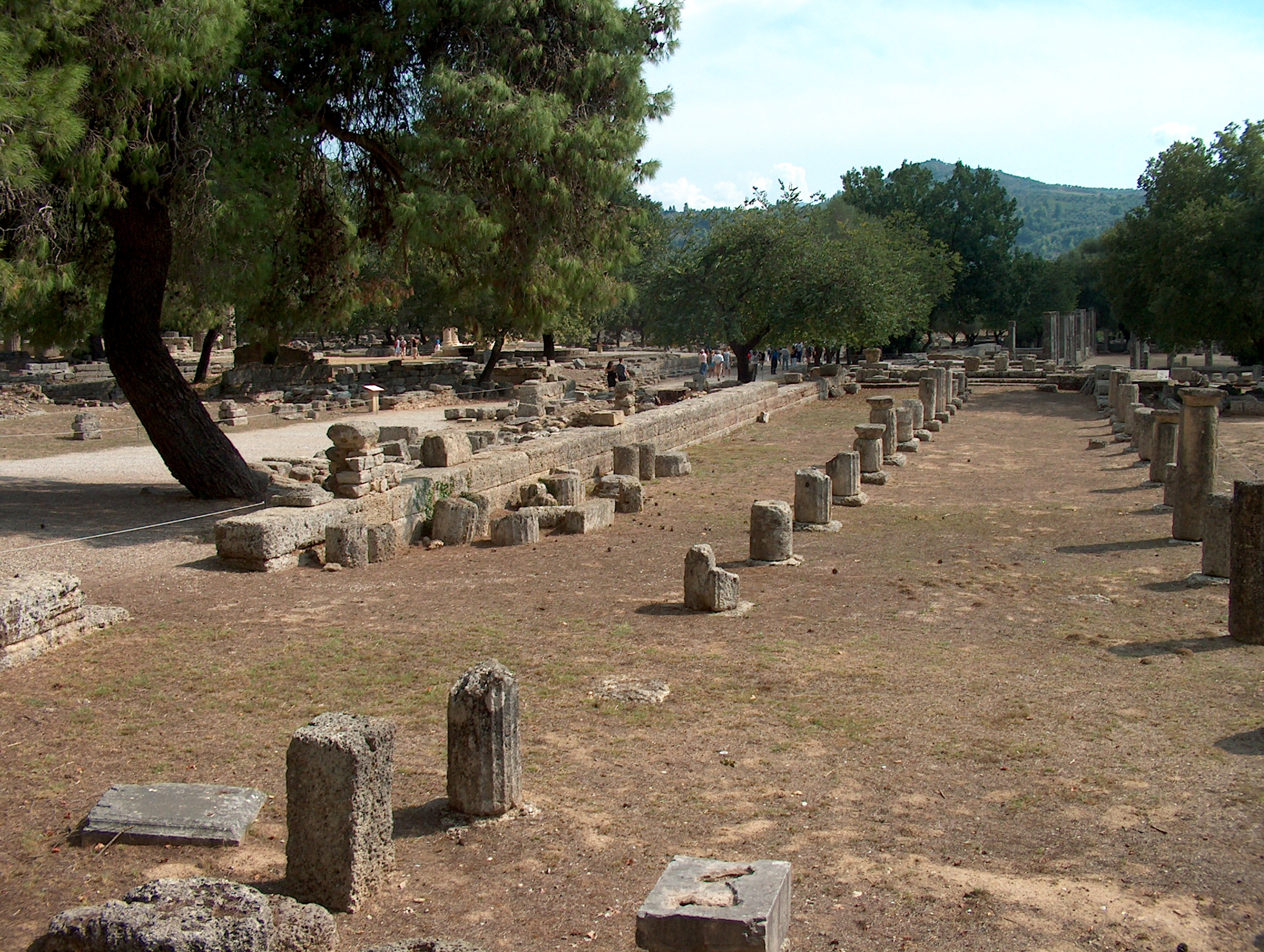
Les ruines du gymnase à Olympie sur les murs duquel une liste de vainqueurs olympiques avait été gravée.

La liste d'Hippias (Olympionikon Anagraphe, « Liste de vainqueurs olympiques »), datant de la fin du Ve siècle av. J.-C. est perdue et simplement évoquée dans la littérature,. Cela n'empêcha cependant pas les historiens de proposer des conjectures sur sa date de rédaction, son contenu ou son influence. Ainsi, Paul Christesen lui consacre plus de cent pages dans Olympic Victor Lists and Ancient Greek History paru en 2007. Il s'interroge sur les sources dont aurait disposé Hippias pour établir cette première liste. Il conclut qu'en l'absence très probable de véritables « archives » pour les périodes les plus anciennes, Hippias dut travailler à partir de sources diverses et pas toujours très fiables : les inscriptions et dédicaces dans le sanctuaire même, ainsi que la tradition orale, nécessitant la visite des diverses cités et familles ayant eu des vainqueurs olympiques. Cependant, Hippias, à la fois diplomate et sophiste « itinérant », a pu être en position de glaner ces renseignements. Cette liste compilée par Hippias est considérée par les historiens comme la base des listes postérieures ainsi que la source faisant des jeux où Corèbe remporta la victoire au stadion les premiers jeux « historiques » (ceux qui auraient été restaurés par Iphitos et Lycurgue). Le plus souvent, l'historiographie considère qu'Hippias serait remonté aux « premiers » jeux en compilant à rebours vainqueur avant vainqueur. Pour Paul Christesen, il aurait pu aussi essayer de déterminer la date de ces « premiers » jeux grâce à la première guerre de Messénie, grâce à la liste des rois de Sparte et grâce à la tradition sur le rôle de Lycurgue. Ce calcul chronologique, selon Christesen, ne pouvait être qu'approximatif. Disposant alors d'une date de début, Hippias aurait calculé le nombre de jeux séparant son époque de celle de la recréation (autour d'une centaine) et aurait rempli sa liste à partir de ses recherches.

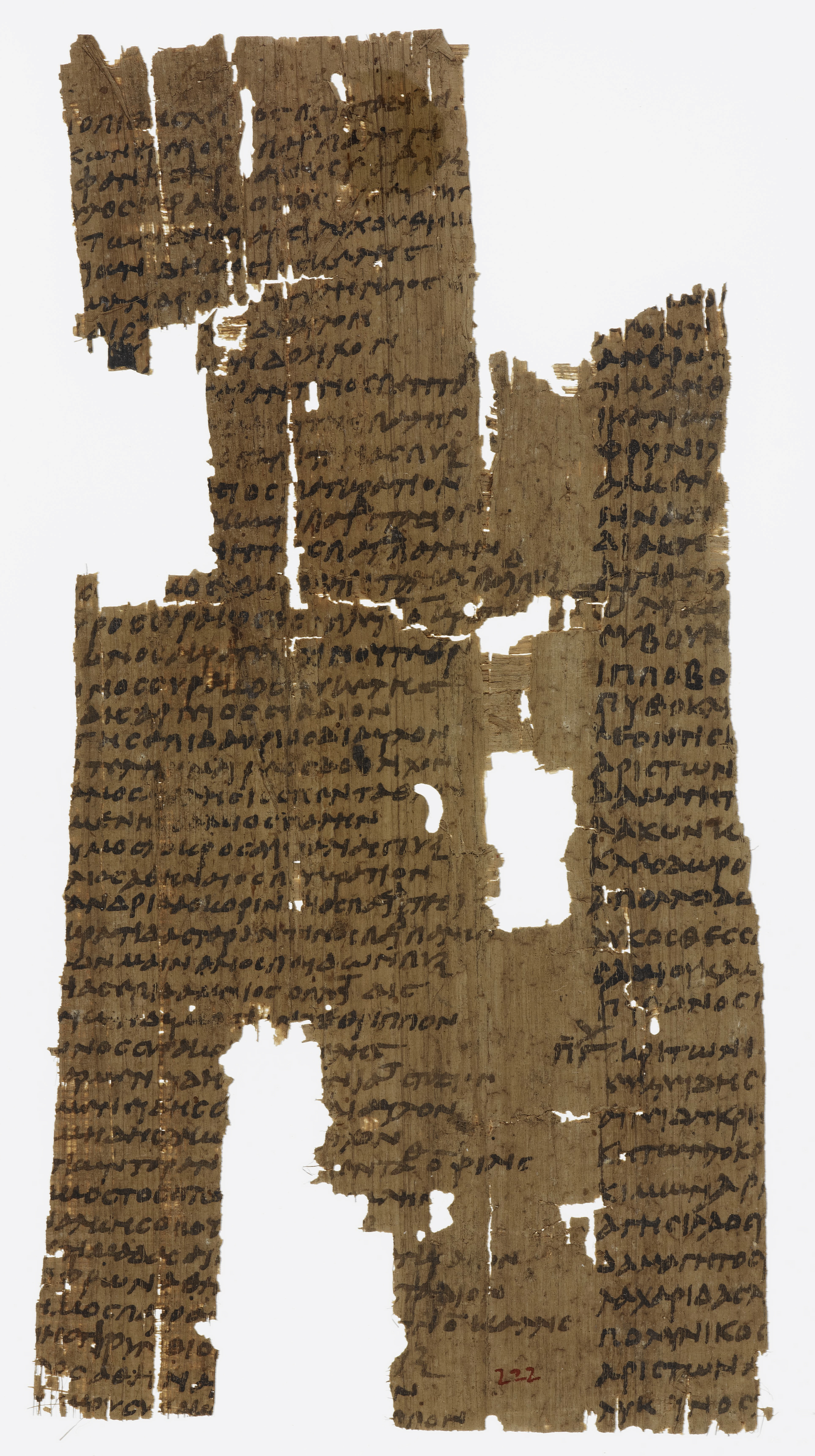
Le papyrus Oxyrhynchus 222 avec une liste de vainqueurs olympiques, des 75es jeux en 480 aux 78es jeux en 468 av. J.-C., dont le stadion.

Historiquement, la deuxième liste fut celle compilée par Aristote (Olympionikai, « Vainqueurs olympiques »), dans les années 330 av. J.-C. Elle n'est connue que par six fragments. Elle fut probablement recopiée sur une inscription installée sur le Lycée à Athènes (vers 275-250 av. J.-C.) et dont dix-sept lignes ont été retrouvées (IG II2 2326),. Il est à peu près certain qu'Aristote s'était inspiré de la liste d'Hippias qui était alors très récente. Dans ces divers fragments, il est possible de constater que le philosophe a numéroté les jeux. Les rares numéros qui nous restent montrent qu'Aristote plaçait les premiers jeux dans la première moitié du VIIIe siècle av. J.-C., probablement donc en 776 av. J.-C..
L'ouvrage Olympionikai etoi kronika Praxidika, « Vainqueurs olympiques ou chronique Praxidika » (fin du IVe siècle av. J.-C., début du IIIe siècle av. J.-C.) de Timée n'a survécu que par cinq courts fragments,. Cette liste synchronisait quatre listes chronographiques : les vainqueurs du stadion (et uniquement ceux-ci, contrairement à Hippias ou Aristote qui faisaient la liste des vainqueurs dans toutes les disciplines), les archontes éponymes d'Athènes, les éphores et les rois de Sparte et les prêtresses (éponymes) d'Héra à Argos. Ces quatre listes étaient probablement organisées sous forme de tableaux, en parallèle. L'ensemble devait servir de cadre chronologique préparatoire pour l’Histoire de Sicile et de Grande Grèce (Historiai). Ces Olympionikai, tout comme les autres œuvres de Timée, ne sont plus connues que par une référence dans la Souda et les critiques de Polybe,. Timée aurait pu travailler en s'aidant de l'ouvrage Peri Heremon de Philochore, son contemporain à Athènes (à la fin du IVe siècle av. J.-C.) et inversement ce dernier aurait pu utiliser la liste chronographique de Timée pour rédiger son ouvrage Olympiades. La liste de Timée commençait certainement avec la victoire de Corèbe, lors des premiers jeux pour aller jusqu'à son époque, probablement au moment où il entama la rédaction de ses Historiai, peu de temps après son arrivée à Athènes. Dans ses Historiai, il aurait daté la refondation de Camarina avec la numérotation des olympiades, devenant donc ainsi le premier historien à utiliser ce système.
La longue liste d'Ératosthène (fin du IIIe siècle av. J.-C.) n'est elle aussi connue que par une dizaine de fragments,. Son auteur cite très clairement la liste d'Aristote comme l'une de ses sources principales. Si Ératosthène pensait que les jeux avaient été recréés par Lycurgue et Iphitos vers 884 av. J.-C., il considérait aussi que les premiers jeux « historiques » étaient ceux durant lesquels Corèbe avait remporté le stadion, en 776 av. J.-C. Il proposait un catalogue des vainqueurs, en numérotant les jeux, des premiers aux (au moins) 116es en 316 av. J.-C., voire jusqu'à son époque. Il divisait aussi l'intervalle entre les jeux (l'olympiade) en quatre années ; ainsi, 776 est la première année de la première olympiade et 773, la quatrième année de cette olympiade. En plus des noms des vainqueurs, Ératosthène donnait quelques informations à leur sujet ainsi que des éléments d'histoire du sport, d'histoire des jeux et de leur programme.
Diodore de Sicile (Ier siècle av. J.-C.) dans sa Bibliothèque historique, donnait le nom du vainqueur du stadion des 180 premiers jeux, mais seuls ceux de la période « mythologique » (avant 776) et des 75es jeux en 480 aux 119es jeux en 304 av. J.-C. ont été conservés,. Castor de Rhodes (Ier siècle av. J.-C.) produisit deux listes de vainqueurs olympiques : le Kanon (en un livre) dont il reste vingt fragments (comprenant cinq longs passages) et le Chronikon Epitome, « Résumé chronologique » (en six livres) dont on dispose d'une vingtaine d'extraits, incluant cinq assez longs. Il semble que le Kanon a dû être un travail préparatoire pour le Chronikon Epitome. Ces deux œuvres de Castor sont à but chronographique avec une liste de vainqueurs du stadion en parallèle de listes de rois et de magistrats éponymes romains ou grecs. Son récit commence avec l'accession du mythique Ninos au trône d'Assyrie et la fondation de Sicyone par Égialée, aux alentours de 2123/2122 av. J.-C. d'après les calculs de l'auteur pour aller jusqu'à la quatrième année de la 179e olympiade (61 av. J.-C. donc). Les premières dates sont calculées en fonction des règnes des différents souverains évoqués, mais en olympiades après 776 av. J.-C. Sa liste de vainqueurs du stadion devait donc commencer aux premiers jeux (ceux de la victoire de Corèbe). Les autres années de l'olympiade devaient être identifiées avec les noms des archontes athéniens et consuls romains. Ces deux travaux apparemment très complets de Castor de Rhodes ont servi aux auteurs postérieurs : Flavius Josèphe, Plutarque, Julius Africanus ou Eusèbe de Césarée.
Les parties conservées (onze des vingt livres) des Antiquités romaines de Denys d'Halicarnasse fournissent les noms des vainqueurs du stadion des 68es jeux en 508 aux 85es jeux en 440 av. J.-C., alors que l'œuvre entière allait jusqu'aux 129es jeux en 264 av. J.-C. En fait, l'œuvre commençait avec les origines de Rome, avant la recréation des jeux et Denys d'Halicarnasse ne donne les noms des vainqueurs du stadion qu'à partir de 508, pas avant,. De plus, il existe neuf passages plus ou moins longs des Chronoi (Chronologies) du même auteur où se trouvent des noms de vainqueurs olympiques. Comme pour Timée, les Chronoi constituaient le cadre chronologique préparatoire à la rédaction d'une œuvre plus importante, Antiquités romaines. Il est donc fort probable que cette liste commençait aux premiers jeux pour aller jusqu'à l'époque de Denys d'Halicarnasse, à la différence des Antiquités romaines où il s'arrête en 264 av. J.-C. Les Chronoi devaient aussi, pour des raisons chronographiques, contenir un certain nombre d'autres listes : une liste des rois du Pont et une des rois de Bithynie sont attestées.
À l'époque hellénistique, Ctésiclès rédigea une Archonton kai Olympionikon Anagraphe, « Liste d'archontes et de vainqueurs olympiques », dont ne subsistent que trois courts passages concernant les IVe et IIIe siècles av. J.-C. Il est difficile de savoir si sa liste concernait uniquement les vainqueurs du stadion ou ceux de toutes les épreuves. De même, il est impossible de connaître à quelle date Ctésiclès la faisait commencer,.
Thallus (au Ier siècle ou au IIe siècle apr. J.-C.), dans ses Histoires (Historiai) faisait un récit des événements dans l'est du bassin méditerranéen entre la guerre de Troie ou un peu avant et la 202e olympiade (29 à 32 ap. J.-C.) ou un peu après. Son œuvre, dont il ne reste que huit courts passages, devait contenir une liste des vainqueurs du stadion, puisqu'Eusèbe de Césarée le cite parmi les sources de ses listes chronographiques.
La liste de Phlégon Olympionikon kai Chronikon Synagoge, « Collection de vainqueurs olympiques et de faits chronologiques », (IIe siècle apr. J.-C.) comportait, sur une quinzaine de livres, tous les vainqueurs des premiers aux 229es jeux en 137 ap. J.-C. Il n'en reste qu'une trentaine de fragments, dont deux assez longs principalement grâce aux successeurs qui la copièrent,. Pour les autres années de l'olympiade, les archontes athéniens ou les consuls romains devaient être utilisés. Le texte devait commencer par une introduction évoquant l'histoire des jeux olympiques. Les autres « faits chronologiques » concernaient l'ensemble du monde méditerranéen. Son Epitome olympionikon, « Résumé des vainqueurs olympiques », en deux livres, complètement perdu, n'est attesté que par la Souda qui en donne le titre. Il est difficile de savoir si c'était une simple liste de vainqueurs olympiques ou un résumé de l'autre ouvrage. Cependant, comme à l'époque de Phlégon le nombre de vainqueurs aux jeux dépassait les deux mille, il ne semble pas étonnant qu'une simple liste ait nécessité deux livres.
Parmi les papyrus d'Oxyrhynque, du Papyrus Oxyrhynchus 222 (POxy II 222) (milieu du IIIe siècle apr. J.-C.) ne restent que quatre-vingt-cinq lignes. Il donne une liste des vainqueurs des 75es jeux en 480 aux 78es jeux en 468 av. J.-C. ainsi que des 81es jeux en 456 aux 83es jeux en 448 av. J.-C., dans 13 disciplines dont le stadion,. Il faut probablement y ajouter POxy XXIII 2381, fragment du même papyrus, qui contient les noms des vainqueurs lors des 96es jeux en 396 av. J.-C.. Il n'est pas possible de savoir quelle liste plus ancienne a été recopiée sur ce papyrus ; Carl Robert suggère qu'il pourrait s'agir de celle de Phlégon quand Felix Jacoby propose d'y voir un travail original. Les sept sections préservées du papyrus POxy XVII 2082 (seconde moitié du IIe siècle apr. J.-C.) proposent autour de cent-vingt lignes, pas toujours lisibles, sur lesquelles se trouvent les noms de tous les vainqueurs olympiques lors des 120es et 121es jeux (300 et 296 av. J.-C.). L'ouvrage semble être une histoire du monde gréco-romain organisée en olympiades. Arthur Surridge Hunt suggère qu'il pourrait s'agir de passages du Olympionikon kai Chronikon Synagoge de Phlégon. Dans les six colonnes de texte (autour de deux cents lignes) du papyrus POxy I 12 (première moitié du IIIe siècle apr. J.-C.), on trouve la liste des vainqueurs du stadion des 106es aux 116es jeux (356 à 316 av. J.-C.). Il semble s'agir d'une histoire de la Méditerranée orientale (Grèce, Rome, Macédoine et Égypte), organisée en olympiades, datées avec les vainqueurs du stadion, les autres années étant identifiées avec les archontes éponymes d'Athènes.

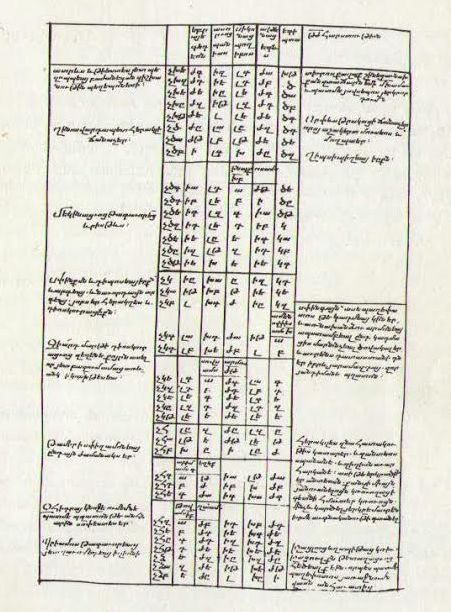
Une page de la traduction arménienne de la Chronique d'Eusèbe de Césarée.

Il subsiste de la liste de Julius Africanus (rédigée autour de 217-221 apr. J.-C.) cinquante-cinq fragments ; certains ont cependant une longueur substantielle. Julius Africanus avait extrait les noms des vainqueurs du stadion de la liste des vainqueurs olympiques réalisée par l'historien Cassius Longinus une demi-douzaine d'années plus tôt. La liste de Cassius Longinus allait des premiers aux 247es jeux (en 209). Julius Africanus y ajouta les noms des vainqueurs du stadion aux deux éditions suivantes (248es et 249es jeux).
Dexippe, dans la seconde moitié du IIIe siècle, dans sa Chronike Historia, « Chronique historique », donnait une liste, sur douze livres, des vainqueurs olympiques depuis la période « mythologique » (en fait probablement plutôt à partir du « Déluge ») jusqu'à la deuxième année de la 262e olympiade en 270 ap. J.-C. avec la mort de l'empereur Claude II le Gothique. Cependant, ne subsistent qu'une vingtaine de fragments et un seul de longueur significative (chez Eunape). L'ouvrage était organisé sous forme d'annales, d'abord pour les périodes les plus anciennes avec une liste de pharaons, puis en olympiades à partir de 776 avec les archontes athéniens et les consuls romains pour identifier les autres années. Il n'est pas possible de savoir si Dexippe donnait les noms de tous les vainqueurs ou seulement des vainqueurs du stadion, même si cette dernière hypothèse semble la plus probable car une histoire du monde sur douze livres ne devait guère laisser de place pour une liste complète. En plus du texte, il semble que Dexippe ait ajouté une dernière partie sous forme probablement de tableau synoptique, divisé en millénaires, mettant en parallèle les vainqueurs olympiques, les archontes athéniens et les consuls romains.
La liste d'Eusèbe de Césarée (premier quart du IVe siècle) est quasiment complète. Elle figure dans le premier livre (Chronographia) de sa Chronique, dans la partie d'histoire grecque et fournit les noms des vainqueurs du stadion lors des 249 premiers jeux, jusqu'en 217. Eusèbe cite ses sources, principalement Castor de Rhodes, Thallus, Phlégon et Cassius Longinus. Elle a été révisée, en parallèle, au début du siècle suivant par Panodore et Anniane d'Alexandrie. Ils adaptèrent le travail chronologique d'Eusèbe, très original dans sa forme, pour le rapprocher de ce que faisaient plus habituellement les chronographes chrétiens. Il ne subsiste de leur travail que quelques fragments dans les œuvres de chronographes byzantins (Georges le Syncelle au IXe siècle par exemple) ainsi que dans un manuscrit du XVe siècle conservé à Paris (le Codex Parisinus Graecus CPG 2600). Cependant, leur adaptation a connu une traduction en arménien et en syriaque au milieu du Ve siècle. Si la version syriaque a disparu, celle en arménien est conservée (presque complète) par un unique manuscrit datant du XIIe ou XIIIe siècle (dont il existe deux copies manuscrites de 1696 et de 1793). Les traductions fin XIXe siècle de cette version en arménien, en latin (par Julius Heinrich Petermann) et en allemand (par Josef Karst), sont considérées comme les premières à être de bonne qualité. Cette liste consiste en une courte introduction, un catalogue chronographique des vainqueurs du stadion puis une troisième partie ajoutée par Panodore avec des biographies d'athlètes. La liste disponible dans le Codex Parisinus Graecus CPG 2600 et le manuscrit arménien est en fait à la base celle de Cassius Longinus (qu'Eusèbe cite explicitement comme source), revue et complétée par Julius Africanus puis à nouveau par Eusèbe de Césarée et encore enfin par Panodore et Anniane à laquelle Panodore ajouta sa troisième partie biographique.
La liste de Philochore, Olympiades (Des Archontes d'Athènes de Socratidès à Apollodore, organisés par olympiades, en deux livres), (première moitié du IIIe siècle av. J.-C.) ou celle d'un Cassius Longinus en dix-huit livres donnant probablement les noms de tous les vainqueurs olympiques des premiers aux 247es jeux (début du IIIe siècle apr. J.-C.) ne sont qu'évoquées dans la littérature : la biographie de Philochore dans la Souda et un fragment de texte FGrHist 259 T1 pour Longinus. Une liste a été commencée au IIIe siècle av. J.-C. sur les murs du gymnase à Olympie par Paraballon, puis complétée au IIe siècle av. J.-C. par Euanoridas ; elle est simplement mentionnée par Pausanias,. Seize autres ouvrages chonographiques, totalement perdus et évoqués de façon trop imprécise dans le reste de la littérature antique pour en connaître même le contenu, pourraient avoir proposé une liste de vainqueurs olympiques.
Les listes de vainqueurs semblent donc avoir été un genre très répandu avec une large circulation. Le fait que parmi les textes des papyrus d'Oxyrhynque se trouvent deux listes différentes est sur ce point significatif. Les listes de vainqueurs pourraient avoir été un moyen facile, pour leurs auteurs et leurs lecteurs, de faire circuler des informations, que ce soit de l'« actualité » (les derniers vainqueurs) ou de l'histoire (les grands faits remis dans un contexte plus large). Cependant, les listes étaient aussi des textes rapidement « dépassés » nécessitant une constante « remise à jour », d'où leur grand nombre. Elles éclairent aussi sur la façon dont les Grecs appréhendaient leur monde et leur histoire, et ce qu'ils en savaient. La multiplication des listes à l'époque hellénistique puis à l'époque romaine montre bien l'accent mis alors dans le monde grec sur les activités athlétiques. Celles-ci étaient en effet considérées comme grecques par essence. Insister sur leur antiquité grâce à une chaîne ininterrompue de vainqueurs olympiques depuis le début du VIIIe siècle av. J.-C. était finalement un moyen de créer et souder une communauté panhellénique face au reste du monde méditerranéen. Les historiens d'alors (Castor de Rhodes, Diodore de Sicile ou Denys d'Halicarnasse), en utilisant le cadre chronologique des olympiades pour une histoire plus large, ramenaient en fait l'histoire non-grecque (et bien sûr romaine) dans le cadre conceptuel grec.

### Listes modernes de vainqueurs

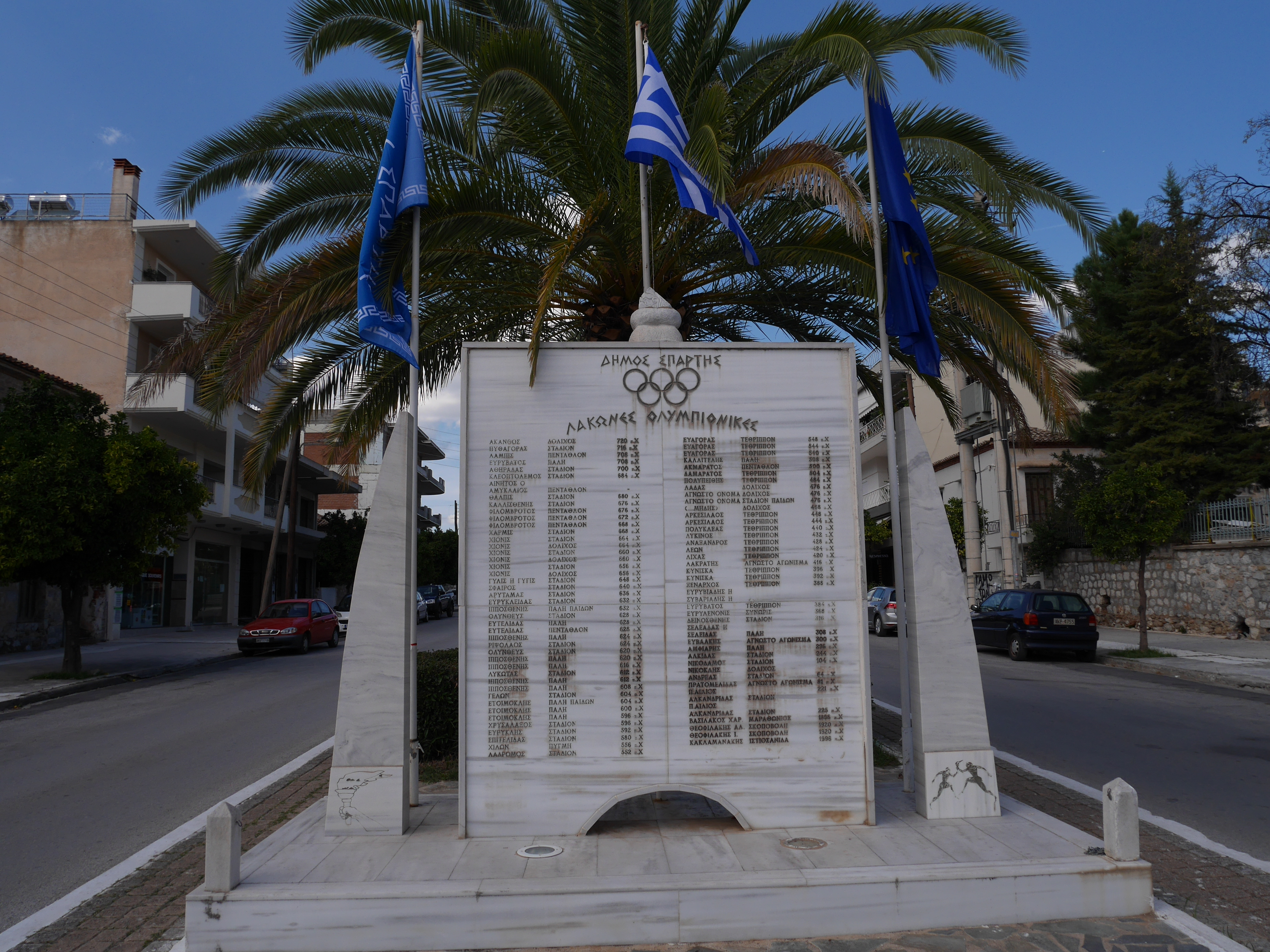
Monument de la ville moderne de Sparte commémorant tous les vainqueurs lacédémoniens des jeux olympiques antiques et modernes (quatre derniers noms).

Au début du XVIIe siècle, Joseph Juste Scaliger réalisa un important travail d'érudition pour établir une première version exhaustive de la liste d'Eusèbe de Césarée, parue dans son Thesaurus Temporum de 1606. Cependant, au siècle suivant, Isaac Newton (The Chronology of Ancient Kingdoms Amended, 1728) réfutait l'objectivité et la véracité des chronologies établies à partir des listes de vainqueurs olympiques, refusant de considérer 776 av. J.-C. comme date des premiers jeux antiques. Son point de vue domina tout au long du XVIIIe siècle, avant d'être remis en cause un siècle plus tard. Ainsi, les trois tomes des Fasti Hellenici d'Henry Fynes Clinton, parus en 1834, contiennent une chronologie basée sur une liste de vainqueurs du stadion. Dans son History of Greece (1846-1857), George Grote proposa un compromis, suggérant que les jeux étaient probablement plus anciens que 776 av. J.-C. mais que ce ne fut qu'à partir de cette date que l'habitude d'enregistrer le nom du vainqueur (du stadion d'abord) fut prise. La discussion se poursuivit jusqu'au début du XXe siècle, marquée par deux textes fondamentaux : en 1881, de John Pentland Mahaffy On the Authenticity of the Olympian Register qui refusait de considérer les listes de vainqueurs olympiques comme authentiques et Die Olympische Chronik d'August Brinkmann en 1915 qui en défendait la véracité.
Fin XIXe siècle, l'historien allemand Hugo Förster publia une première liste de tous les vainqueurs olympiques, dont ceux du stadion : Die Sieger in den olympischen Spielen bis zum Ende des 4. Jahrhunderts v. Chr. En 1959, l'historien italien Luigi Moretti publia un long article recensant tous les vainqueurs olympiques connus, et donc parmi ceux-ci, en tête pour chacun des Jeux olympiques, le vainqueur du stadion : « Olympionikai, i vincitori negli antichi agoni olimpici ».

## Liste
Les sources utilisées pour constituer cette liste sont :
- L'article de Luigi Moretti, « Olympionikai, i vincitori negli antichi agoni olimpici » in Atti della Accademia Nazionale dei Lincei, volume VIII, 1959, p. 55-199 ;
- Une version latine anglicisée de la liste d'Eusèbe de Césarée dans David Matz, Greek and Roman Sport, p. 121-126 ;
- Une version grecque de la liste d'Eusèbe de Césarée dans Paul Christesen, Olympic Victor Lists and Ancient Greek History, p. 386-407.

Les informations complémentaires proviennent des notices biographiques proposées par Moretti, « Olympionikai », par Golden, Sport in the Ancient World et par Decker, Antike Spitzensportler.
| Jeux et date                                                                                   | Nom                                   | Origine                   | Principales listes et sources antiques | Principales listes et références contemporaines                                                                                               | Autre(s) victoire(s) et remarques |
| ---------------------------------------------------------------------------------------------- | ------------------------------------- | ------------------------- | --- | --- | --- |
| Iers en 776 av. J.-C.                                                                          | Corèbe                                | Élis                      | Julius Africanus, Eusèbe de Césarée, Pausanias (V, 8, 6) et (VIII, 26, 4), Strabon (VIII, 3, 30).                                                 | Förster notice 1, Moretti notice 1, Golden, p. 44.                                                                                            | Premier vainqueur enregistré. |
| 2es en 772 av. J.-C.                                                                           | Antimaque                             | Élis                      | Julius Africanus, Eusèbe de Césarée. | Förster notice 2, Moretti notice 2. | Il est originaire de Dyspontion, considéré d'Élis après la conquête de sa cité. |
| 3es en 768 av. J.-C.                                                                           | Androclès                             | Messène                   | Julius Africanus, Eusèbe de Césarée, Pausanias (IV, 4).                                                                                           | Förster notice 3, Moretti notice 3, Golden, p. 10.                                                                                            | |
| 4es en 764 av. J.-C.                                                                           | Polycharès                            | Messène                   | Julius Africanus, Eusèbe de Césarée, Pausanias (IV, 4, 5).                                                                                        | Förster notice 4, Moretti notice 4, Golden, p. 137.                                                                                           | |
| 5es en 760 av. J.-C.                                                                           | Eschine                               | Élis                      | Julius Africanus, Eusèbe de Césarée. | Förster notice 5, Moretti notice 5. | |
| 6es en 756 av. J.-C.                                                                           | Oebotas                               | Dymes                     | Julius Africanus, Eusèbe de Césarée, Pausanias (VI, 3, 8) et (VII, 17, 6-13).                                                                     | Förster notice 6, Moretti notice 6, Golden, p. 113.                                                                                           | |
| 7es en 752 av. J.-C.                                                                           | Dioclès ou Daïclès                    | Messène                   | Julius Africanus, Eusèbe de Césarée, Denys d'Halicarnasse (I, 71).                                                                                | Förster notice 7, Moretti notice 7, Golden, p. 48.                                                                                            | Premier vainqueur à recevoir une couronne d'olivier. Les précédents recevaient des pommes. |
| 8es en 748 av. J.-C.                                                                           | Anticlès                              | Messène                   | Julius Africanus, Eusèbe de Césarée. | Förster notice 8, Moretti notice 8. | |
| 9es en 744 av. J.-C.                                                                           | Xénoclès ou Xénodokos                 | Messène                   | Julius Africanus, Eusèbe de Césarée, Pausanias (IV, 5, 10).                                                                                       | Förster notice 9, Moretti notice 9. | |
| 10es en 740 av. J.-C.                                                                          | Dotadès                               | Messène                   | Julius Africanus, Eusèbe de Césarée, Pausanias (IV, 3, 10).                                                                                       | Förster notice 10, Moretti notice 10. | |
| 11es en 736 av. J.-C.                                                                          | Léocharès                             | Messène                   | Julius Africanus, Eusèbe de Césarée. | Förster notice 11, Moretti notice 11 | |
| 12es en 732 av. J.-C.                                                                          | Oxythémis                             | Coron, Coronée ou Cléones | Julius Africanus, Eusèbe de Césarée, Philostrate.                                                                                                 | Förster notice 12, Moretti notice 12. | |
| 13es en 728 av. J.-C.                                                                          | Dioclès                               | Corinthe                  | Julius Africanus, Eusèbe de Césarée, Philostrate, Aristote, Politique (Livre II, 2 (1274a31-b5).                                                  | Förster notice 13, Moretti notice 13, Golden, p. 53.                                                                                          | |
| 14es en 724 av. J.-C.                                                                          | Desmon ou Dasmon                      | Corinthe                  | Julius Africanus, Eusèbe de Césarée, Pausanias (IV, 13, 7).                                                                                       | Förster notice 14, Moretti notice 14. | |
| 15es en 720 av. J.-C.                                                                          | Orhippos ou Orsippos                  | Mégare                    | Julius Africanus, Eusèbe de Césarée, Pausanias (I, 44, 1).                                                                                        | Förster notice 16, Moretti notice 16, Golden, p. 119-120.                                                                                     | Considéré comme le premier athlète à avoir couru nu. D'autres sources évoquent Acanthos de Sparte. |
| 16es en 716 av. J.-C.                                                                          | Pythagoras                            | Sparte                    | Julius Africanus, Eusèbe de Césarée, Denys d'Halicarnasse (II, 58), Plutarque, Vie de Numa.                                                       | Förster notice 18, Moretti notice 18, Golden, p. 143.                                                                                         | |
| 17es en 712 av. J.-C.                                                                          | Polos                                 | Épidaure                  | Julius Africanus, Eusèbe de Césarée. | Förster notice 19, Moretti notice 19. | |
| 18es en 708 av. J.-C.                                                                          | Tellis                                | Sicyone                   | Julius Africanus, Eusèbe de Césarée. | Förster notice 20, Moretti notice 20. | |
| 19es en 704 av. J.-C.                                                                          | Ménos                                 | Mégare                    | Julius Africanus, Eusèbe de Césarée. | Förster notice 23, Moretti notice 23. | |
| 20es en 700 av. J.-C.                                                                          | Athéradas                             | Sparte                    | Julius Africanus, Eusèbe de Césarée. | Förster notice 24, Moretti notice 24. | |
| 21es et 22es en 696 et 692 av. J.-C.                                                           | Pantaclès                             | Athènes                   | Julius Africanus, Eusèbe de Césarée. | Förster notices 25-26, Moretti notices 25-27, Golden, p. 128.                                                                                 | Diaulos lors des 22es jeux. Premier Athénien connu à remporter une couronne olympique, premier athlète connu à avoir remporté plusieurs titres à Olympie, premier vainqueur connu à avoir conservé son titre. |
| 23es en 688 av. J.-C.                                                                          | Icare ou Icarios                      | Hypérisia                 | Julius Africanus, Eusèbe de Césarée, Pausanias (IV, 15, 1).                                                                                       | Förster notice 27, Moretti notice 28. | |
| 24es en 684 av. J.-C.                                                                          | Kleoptolémos                          | Sparte                    | Julius Africanus, Eusèbe de Césarée. | Förster notice 29, Moretti notice 30. | |
| 25es en 680 av. J.-C.                                                                          | Thalpis                               | Sparte                    | Julius Africanus, Eusèbe de Césarée. | Förster notice 30, Moretti notice 32. | |
| 26es en 676 av. J.-C.                                                                          | Callisthène                           | Sparte                    | Julius Africanus, Eusèbe de Césarée. | Förster notice 32, Moretti notice 34. | |
| 27es en 672 av. J.-C.                                                                          | Eurybos, Eurybatis ou Eurybotos       | Athènes                   | Julius Africanus, Eusèbe de Césarée, Denys d'Halicarnasse (III, 1, 3), Pausanias (II, 24, 7).                                                     | Förster notice 35, Moretti notice 36. | |
| 28es en 668 av. J.-C.                                                                          | Charmis                               | Sparte                    | Julius Africanus, Eusèbe de Césarée, Pausanias (III, 14, 3), (IV, 23, 4.10) et (VIII, 39, 3).                                                     | Förster notice 39, Moretti notice 40, Golden, p. 36.                                                                                          | Pausanias crédite Chionis de Sparte de la victoire lors de ces jeux. |
| 29es, 30es et 31es en 664, 660 et 656 av. J.-C.                                                | Chionis                               | Sparte                    | Julius Africanus, Eusèbe de Césarée, Pausanias (III, 14, 3) et (VI, 13, 2).                                                                       | Förster notices 41-46, Moretti notices 42-47, Golden, p. 37-38, Decker, p. 59-60 (notice 1).                                                  | Diaulos lors des 29es, 30es et 31es jeux. Premier athlète à réaliser trois fois de suite le doublé stadion-diaulos. |
| 32es en 652 av. J.-C.                                                                          | Cratinos                              | Mégare                    | Julius Africanus, Eusèbe de Césarée. | Förster notice 47, Moretti notice 48. | Son frère Comaéos remporta le pugilat lors de ces mêmes 32es jeux (Moretti notice 49). |
| 33es en 648 av. J.-C.                                                                          | Gylis ou Gygis                        | Sparte                    | Julius Africanus, Eusèbe de Césarée. | Förster notice 49, Moretti notice 50. | |
| 34es en 644 av. J.-C.                                                                          | Stomas                                | Athènes                   | Julius Africanus, Eusèbe de Césarée. | Förster notice 53, Moretti notice 54. | |
| 35es en 640 av. J.-C.                                                                          | Sphairos                              | Sparte                    | Julius Africanus, Eusèbe de Césarée, Denys d'Halicarnasse (III, 36).                                                                              | Förster notice 54, Moretti notice 55. | |
| 36es en 636 av. J.-C.                                                                          | Phrynon ou Arytamas                   | Athènes ou Sparte         | Julius Africanus, Eusèbe de Césarée, Diogène Laërce (I, 74), Hippion de Rhêgion (FRgH, 554, F3).                                                  | Förster notices 56 et 57, Moretti notices 57 et 58. Golden, p. 135.                                                                           | La liste établie par Eusèbe de Césarée donne Phrynon d'Athènes. Diogène Laërce déclare qu'il remporte le pancrace. Pourtant un historien très fragmentaire, Hippion, donne Arytamas pour vainqueur. |
| 37es en 632 av. J.-C.                                                                          | Eurycleidas                           | Sparte                    | Julius Africanus, Eusèbe de Césarée. | Förster notice 58, Moretti notice 59. | |
| 38es en 628 av. J.-C.                                                                          | Olyntheus                             | Sparte                    | Julius Africanus, Eusèbe de Césarée. | Förster notice 61, Moretti notice 62. | |
| 39es en 624 av. J.-C.                                                                          | Rhipsolaos                            | Sparte                    | Julius Africanus, Eusèbe de Césarée. | Förster notice 63, Moretti notice 65. | |
| 40es en 620 av. J.-C.                                                                          | Olyntheus                             | Sparte                    | Julius Africanus, Eusèbe de Césarée. | Förster notice 65, Moretti notice 67. | |
| 41es en 616 av. J.-C.                                                                          | Cléondas ou Cléonidas                 | Thèbes                    | Julius Africanus, Eusèbe de Césarée, Denys d'Halicarnasse (III, 46).                                                                              | Förster notice 67, Moretti notice 69. | |
| 42es en 612 av. J.-C.                                                                          | Lycotas                               | Sparte                    | Julius Africanus, Eusèbe de Césarée. | Förster notice 70, Moretti notice 72. | |
| 43es en 608 av. J.-C.                                                                          | Cléon                                 | Épidaure                  | Julius Africanus, Eusèbe de Césarée. | Förster notice 72, Moretti notice 74. | |
| 44es en 604 av. J.-C.                                                                          | Gélon                                 | Sparte                    | Julius Africanus, Eusèbe de Césarée. | Förster notice 74, Moretti notice 76. | |
| 45es en 600 av. J.-C.                                                                          | Anticrate                             | Épidaure                  | Julius Africanus, Eusèbe de Césarée. | Förster notice 75, Moretti notice 77. | |
| 46es en 596 av. J.-C.                                                                          | Chrysamaxos                           | Sparte                    | Julius Africanus, Eusèbe de Césarée. | Förster notice 82, Moretti notice 78. | |
| 47es en 592 av. J.-C.                                                                          | Euryclès                              | Sparte                    | Julius Africanus, Eusèbe de Césarée. | Förster notice 84, Moretti notice 80. | |
| 48es en 588 av. J.-C.                                                                          | Glycon ou Glaukias                    | Crotone                   | Julius Africanus, Eusèbe de Césarée, Pausanias (X, 7, 4).                                                                                         | Förster notice 91, Moretti notice 87. | |
| 49es en 584 av. J.-C.                                                                          | Lykinos                               | Crotone                   | Julius Africanus, Eusèbe de Césarée. | Förster notice 94, Moretti notice 90. | |
| 50es en 580 av. J.-C.                                                                          | Épitélidas                            | Sparte                    | Julius Africanus, Eusèbe de Césarée, Diodore de Sicile (V, 9, 2) et Denys d'Halicarnasse (IV, 1).                                                 | Förster notice 95, Moretti notice 91. | |
| 51es en 576 av. J.-C.                                                                          | Ératosthène                           | Crotone                   | Julius Africanus, Eusèbe de Césarée | Förster notice 96, Moretti notice 92. | |
| 52es en 572 av. J.-C.                                                                          | Agis                                  | Élis                      | Julius Africanus, Eusèbe de Césarée. | Förster notice 97, Moretti notice 93. | |
| 53es en 568 av. J.-C.                                                                          | Hagnon                                | Péparéthos                | Julius Africanus, Eusèbe de Césarée. | Förster notice 100, Moretti notice 97. | |
| 54es et 55es en 564 et 560 av. J.-C.                                                           | Hippostrate                           | Crotone                   | Julius Africanus, Eusèbe de Césarée. | Förster notices 102 et 106, Moretti notices 100 et 104, Golden, p. 84.                                                                        | |
| 56es en 556 av. J.-C.                                                                          | Phèdre                                | Pharsale                  | Julius Africanus, Eusèbe de Césarée. | Förster notice 107, Moretti notice 107. | |
| 57es en 552 av. J.-C.                                                                          | Ladromos                              | Sparte                    | Julius Africanus, Eusèbe de Césarée. | Förster notice 109, Moretti notice 108. | |
| 58es en 548 av. J.-C.                                                                          | Diognètos                             | Crotone                   | Julius Africanus, Eusèbe de Césarée, Pausanias (X, 5, 13).                                                                                        | Förster notice 111, Moretti notice 109. | |
| 59es en 544 av. J.-C.                                                                          | Archiloque                            | Corcyre                   | Julius Africanus, Eusèbe de Césarée. | Förster notice 112, Moretti notice 111. | |
| 60es en 540 av. J.-C.                                                                          | Apelléos                              | Élis                      | Julius Africanus, Eusèbe de Césarée. | Förster notice 114, Moretti notice 114. | |
| 61es en 536 av. J.-C.                                                                          | Agatharchos                           | Corcyre                   | Julius Africanus, Eusèbe de Césarée, Denys d'Halicarnasse (IV, 41).                                                                               | Förster notice 118, Moretti notice 118. | |
| 62es en 532 av. J.-C.                                                                          | Eryxias ou Eryxidas                   | Chalcis                   | Julius Africanus, Eusèbe de Césarée. | Förster notice 121, Moretti notice 121. | |
| 63es en 528 av. J.-C.                                                                          | Parménide                             | Camarina                  | Julius Africanus, Eusèbe de Césarée, Diodore de Sicile (I, 68)                                                                                    | Förster notice 125, Moretti notice 125. | |
| 64es en 524 av. J.-C.                                                                          | Ménandre                              | Thessalie (cité inconnue) | Julius Africanus, Eusèbe de Césarée. | Förster notice 130, Moretti notice 128. | |
| 65es en 520 av. J.-C.                                                                          | Anochos ou Anochas                    | Tarente                   | Julius Africanus, Eusèbe de Césarée, Pausanias (VI, 14, 11).                                                                                      | Förster notices 133-134, Moretti notices 130-131, Golden, p. 10.                                                                              | Diaulos probablement lors des mêmes 65es jeux. |
| 66es en 516 av. J.-C.                                                                          | Ischyros                              | Himère                    | Julius Africanus, Eusèbe de Césarée. | Förster notice 139, Moretti notice 137. | |
| 67es en 512 av. J.-C.                                                                          | Phanas                                | Pellène                   | Julius Africanus, Eusèbe de Césarée. | Förster notices 144-146, Moretti notices 142-144, Golden, p. 131.                                                                             | Diaulos et hoplitodromos lors des mêmes 67es jeux. Premier à réaliser le triplé stadion-diaulos-hoplitodromos ; premier triastès. |
| 68es et 69es en 508 et 504 av. J.-C.                                                           | Isomaque ou Ischomaque                | Crotone                   | Julius Africanus, Eusèbe de Césarée, Denys d'Halicarnasse (V, 1, 1) et (V, 37, 1).                                                                | Förster notices 150 et 153, Moretti notices 148 et 153, Golden, p. 88.                                                                        | |
| 70es en 500 av. J.-C.                                                                          | Nikéas ou Nikasias                    | Oponte                    | Julius Africanus, Eusèbe de Césarée, Denys d'Halicarnasse (V, 50).                                                                                | Förster notice 156, Moretti notice 159. | |
| 71es et 72es en 496 et 492 av. J.-C.                                                           | Tisicrate                             | Crotone                   | Julius Africanus, Eusèbe de Césarée, Denys d'Halicarnasse (VI, 1, 1), (VI, 34, 1) et (VI, 49, 1).                                                 | Förster notices 160 et 165, Moretti notices 166 et 172, Golden, p. 167.                                                                       | |
| 73es, 74es et 75es en 488, 484 et 480 av. J.-C.                                                | Astylos                               | Crotone                   | Julius Africanus, Eusèbe de Césarée, Denys d'Halicarnasse (VIII, 1), Diodore de Sicile (XI, 1), Pausanias (VI, 13, 1).                            | Förster notices 176-177, 181-182 et 187-188, Moretti notices 178-179, 186-187 et 196-198, Golden, p. 18, Decker, p. 70-71 (notice 9).         | Diaulos lors des 73es, 74es et 75es jeux et hoplitodromos lors des 75es jeux. Astylos défend d'abord les couleurs de Crotone, puis Syracuse en 484, periodonikès, triastès lors des 75es jeux. |
| 76es en 476 av. J.-C.                                                                          | Scamandre                             | Mytilène                  | Julius Africanus, Eusèbe de Césarée, Denys d'Halicarnasse (IX, 18), Diodore de Sicile (XI, 48), Papyrus Oxyrhynchus 222.                          | Förster notice 194, Moretti notice 209. | |
| 77es en 472 av. J.-C.                                                                          | Dandès                                | Argos                     | Julius Africanus, Eusèbe de Césarée, Diodore de Sicile (XI, 53) et Denys d'Halicarnasse (IX, 37), Papyrus Oxyrhynchus 222.                        | Förster notices 204-205, Moretti notices 210 et 222, Golden, p. 49, Decker, p. 83 (notice 16).                                                | Diaulos, probablement lors des 76es jeux en 476 av. J.-C., deux victoires aux Jeux isthmiques, trois victoires aux Jeux pythiques et quinze victoires aux Jeux néméens. Probablement deux fois periodonikès. |
| 78es en 468 av. J.-C.                                                                          | Parménide                             | Poseidonia                | Julius Africanus, Eusèbe de Césarée, Diodore de Sicile (XI, 65) et Denys d'Halicarnasse (IX, 56), Papyrus Oxyrhynchus 222.                        | Förster notice 212, Moretti notices 235-236, Golden, p. 129.                                                                                  | Diaulos lors des 78es jeux. |
| 79es en 464 av. J.-C.                                                                          | Xénophon                              | Corinthe                  | Julius Africanus, Eusèbe de Césarée, Diodore de Sicile (XI, 70) et Denys d'Halicarnasse (IX, 61), Pausanias (IV, 24, 5), Pindare XIIIe Olympique. | Förster notices 218-219, Moretti notices 249-250, Golden, p. 177.                                                                             | Pentathlon lors des 79es jeux ; une autre couronne olympique non précisée ; deux victoires aux Jeux isthmiques, six aux Jeux pythiques, un nombre inconnu aux Jeux néméens et trois aux Panathénées. |
| 80es en 460 av. J.-C.                                                                          | Torymbas, Toryllas ou Torymnas        | Thessalie (cité inconnue) | Julius Africanus, Eusèbe de Césarée, Diodore de Sicile (XI, 77) et Denys d'Halicarnasse (X, 1).                                                   | Förster notice 224, Moretti notice 259. | |
| 81es en 456 av. J.-C.                                                                          | Polymnastos                           | Cyrène                    | Julius Africanus, Eusèbe de Césarée, Diodore de Sicile (XI, 84) et Denys d'Halicarnasse (X, 26).                                                  | Förster notice 230, Moretti notice 269. | |
| 82es en 452 av. J.-C.                                                                          | Lycos                                 | Larissa                   | Julius Africanus, Eusèbe de Césarée, Denys d'Halicarnasse (X, 53), Papyrus Oxyrhynchus 222.                                                       | Förster notice 235, Moretti notices 281 et 291.                                                                                               | Peut-être l'hoplitodromos lors des 82es jeux. |
| 83es, 84es et 85es en 448, 444 et 440 av. J.-C.                                                | Crison                                | Himère                    | Julius Africanus, Eusèbe de Césarée, Diodore de Sicile (XIII, 5), Denys d'Halicarnasse (XI, 1), Papyrus Oxyrhynchus 222, et Pausanias (V, 23, 4). | Förster notices 239, 245 et 248, Moretti notices 294, 306 et 312, Golden, p. 45.                                                              | Platon l'utilise dans Les Lois, comme exemple de modération et de courage : il était chaste pendant ses périodes d'entraînement. |
| 86es en 436 av. J.-C.                                                                          | Théopompe                             | Thessalie (cité inconnue) | Julius Africanus, Eusèbe de Césarée, Diodore de Sicile (XII, 33).                                                                                 | Förster notice 251, Moretti notice 316, Golden, p. 163-164.                                                                                   | Platon l'utilise dans Les Lois, comme exemple de modération et de courage : il était chaste pendant ses périodes d'entraînement. |
| 87es en 432 av. J.-C.                                                                          | Sophron                               | Ambracie                  | Julius Africanus, Eusèbe de Césarée, Diodore de Sicile (XII, 37).                                                                                 | Förster notice 257, Moretti notice 321. | |
| 88es et 89es en 428 et 424 av. J.-C.                                                           | Symmachos                             | Messana                   | Julius Africanus, Eusèbe de Césarée, Diodore de Sicile (XII, 49, 1) et (XII, 65, 1) et Pausanias (VI, 2, 12).                                     | Förster notices 259 et 261, Moretti notices 325 et 328, Golden, p. 160.                                                                       | |
| 90es en 420 av. J.-C.                                                                          | Hyperbios                             | Syracuse                  | Julius Africanus, Eusèbe de Césarée, Diodore de Sicile (XII, 77).                                                                                 | Förster notice 266, Moretti notice 334. | |
| 91es et 92es en 416 et 412 av. J.-C.                                                           | Exénetos, Exaenetos ou Exagentos      | Agrigente                 | Julius Africanus, Eusèbe de Césarée, Diodore de Sicile (XII, 82, 1), (XIII, 34, 1) et (XIII, 82, 7) et Élien (II, 8).                             | Förster notices 271 et 276, Moretti notices 341 et 346, Golden, p. 66.                                                                        | |
| 93es en 408 av. J.-C.                                                                          | Eubotas, Eubatos ou Eubatas           | Cyrène                    | Julius Africanus, Eusèbe de Césarée, Diodore de Sicile (XIII, 68), Élien (X, 2), Xénophon, Helléniques (I, 2, 1) et Pausanias (VI, 8, 3).         | Förster notices 277 et 350, Moretti notices 347 et 421, Golden, p. 63, Decker, p. 90 (notice 25).                                             | Il est très certainement aussi vainqueur de la course de quadriges lors des 104es jeux en 364 av. J.-C. |
| 94es en 404 av. J.-C.                                                                          | Crocinas                              | Larissa                   | Julius Africanus, Eusèbe de Césarée, Diodore de Sicile (XIV, 3) et Xénophon, Helléniques (II, 3, 1).                                              | Förster notice 283, Moretti notices 351 et 367a, Golden, p. 46.                                                                               | Diaulos lors des 96es jeux en 396 av. J.-C. |
| 95es en 400 av. J.-C.                                                                          | Minon ou Minos                        | Athènes                   | Julius Africanus, Eusèbe de Césarée et Diodore de Sicile (XIV, 35).                                                                               | Förster notice 287, Moretti notice 357. | |
| 96es en 396 av. J.-C.                                                                          | Eupolémos ou Eupolis                  | Élis                      | Julius Africanus, Eusèbe de Césarée, Diodore de Sicile (XIV, 54), Papyrus Oxyrhynchus 222 et Pausanias (VI, 3, 7) et (VIII, 45, 4).               | Förster notice 294, Moretti notice 367, Golden, p. 64.                                                                                        | Sa victoire olympique au stadion fut contestée par le second, Léon d'Ambracie. Eupolémos était un pentathlète qui remporta probablement deux victoires aux Jeux pythiques (398 et 394 av. J.-C. ?) et une aux Jeux néméens (397 av. J.-C. ?). |
| 97es en 392 av. J.-C.                                                                          | Térinaeos, Térinaios ou Tériris       | Élis                      | Julius Africanus, Eusèbe de Césarée et Diodore de Sicile (XIV, 94).                                                                               | Förster notice 304, Moretti notice 376. | Moretti, comme Föster, considère que « Térinaeos » pourrait être le gentilé et non le nom du vainqueur ; il suggère qu'il serait citoyen de la cité de Terina. |
| 98es en 388 av. J.-C.                                                                          | Sosippos                              | Athènes ou Delphes        | Julius Africanus, Eusèbe de Césarée et Diodore de Sicile (XIV, 107).                                                                              | Förster notice 311, Moretti notice 383. | Selon Diodore de Sicile, il serait citoyen d'Athènes ; selon Eusèbe de Césarée, il serait originaire de Delphes. |
| 99es en 384 av. J.-C.                                                                          | Dicon                                 | Kaulon puis Syracuse      | Julius Africanus, Eusèbe de Césarée, Diodore de Sicile (XIV, 26) et (XV, 14) et Pausanias (VI, 3, 11).                                            | Förster notices 315-316, Moretti notices 379 et 388-389, Golden, p. 52, Decker, p. 93 (notice 27).                                            | Il remporta le stadion des enfants aux 97es jeux (392 av. J.-C.) pour sa cité de naissance Kaulon ; il fut considéré comme Syracusain pour toutes ses victoires suivantes aux jeux panhelléniques : une seconde à Olympie en 384 av. J.-C. (diaulos ou hoplitodromos), cinq aux Jeux pythiques, trois aux Jeux isthmiques, quatre aux Jeux néméens.       |
| 100es en 380 av. J.-C.                                                                         | Dionysodoros                          | Tarente                   | Julius Africanus, Eusèbe de Césarée et Diodore de Sicile (XV, 23).                                                                                | Förster notice 322, Moretti notice 397. | |
| 101es et 102es en 376 et 372 av. J.-C.                                                         | Damon                                 | Thourioi                  | Julius Africanus, Eusèbe de Césarée, Diodore de Sicile (XV, 36) et (XV, 50) et Pausanias (IV, 27, 9), (VII, 25, 4) et (VIII, 27, 8).              | Förster notices 328 et 334, Moretti notices 403 et 407, Golden, p. 49.                                                                        | |
| 103es en 368 av. J.-C.                                                                         | Péthostrate ou Pythostrate            | Athènes ou Éphèse         | Julius Africanus, Eusèbe de Césarée et Diodore de Sicile (XV, 71, 1).                                                                             | Förster notice 341, Moretti notice 414. | Selon Diodore de Sicile, il serait citoyen d'Athènes ; selon Eusèbe de Césarée, il serait originaire d'Éphèse. |
| 104es en 364 av. J.-C.                                                                         | Phocide                               | Athènes                   | Julius Africanus, Eusèbe de Césarée et Diodore de Sicile (XV, 78, 1).                                                                             | Förster notice 346, Moretti notice 419. | |
| 105es et 106es en 360 et 356 av. J.-C.                                                         | Poros                                 | Cyrène puis Malia         | Julius Africanus, Eusèbe de Césarée, Diodore de Sicile (XVI, 2, 1) et (XVI, 15, 1) et Pausanias (X, 2, 3).                                        | Förster notices 352 et 357, Moretti notices 423 et 430, Golden, p. 138.                                                                       | Il remporta sa première victoire olympique en tant que citoyen de Cyrène ; la seconde pour la cité crétoise de Malia. |
| 107es en 352 av. J.-C.                                                                         | Micrinas ou Smicrinas                 | Tarente                   | Julius Africanus, Eusèbe de Césarée et Diodore de Sicile (XVI, 37, 1).                                                                            | Förster notice 362, Moretti notice 436. | |
| 108es en 348 av. J.-C.                                                                         | Polyclès                              | Cyrène                    | Julius Africanus, Eusèbe de Césarée et Diodore de Sicile (XVI, 53, 1).                                                                            | Förster notice 367, Moretti notice 442. | |
| 109es en 344 av. J.-C.                                                                         | Aristoloque                           | Athènes                   | Julius Africanus, Eusèbe de Césarée et Diodore de Sicile (XVI, 69, 1).                                                                            | Förster notice 371, Moretti notice 446. | |
| 110es en 340 av. J.-C.                                                                         | Anticlès ou Aniclès                   | Athènes                   | Julius Africanus, Eusèbe de Césarée et Diodore de Sicile (XVI, 77, 1).                                                                            | Förster notice 374, Moretti notice 451. | |
| 111es en 336 av. J.-C.                                                                         | Cléomantis ou Cléoménis               | Cleitor                   | Julius Africanus, Eusèbe de Césarée et Diodore de Sicile (XVI, 91, 1).                                                                            | Förster notice 379, Moretti notice 456. | |
| 112es en 332 av. J.-C.                                                                         | Grilos ou Eurylas                     | Chalcis                   | Julius Africanus, Eusèbe de Césarée et Diodore de Sicile (XVII, 40, 1).                                                                           | Förster notice 383, Moretti notice 459. | Il est appelé « Grilos » par Diodore de Sicile et « Eurylas » par Eusèbe de Césarée. |
| 113es en 328 av. J.-C.                                                                         | Cliton                                | Royaume de Macédoine      | Julius Africanus, Eusèbe de Césarée. | Förster notice 388, Moretti notice 463. | |
| 114es en 324 av. J.-C.                                                                         | Micinas                               | Rhodes                    | Julius Africanus, Eusèbe de Césarée et Diodore de Sicile (XVII, 113, 1).                                                                          | Förster notice 396, Moretti notice 469. | |
| 115es en 320 av. J.-C.                                                                         | Damasias                              | Amphipolis                | Julius Africanus, Eusèbe de Césarée. | Förster notice 400, Moretti notice 473. | |
| 116es en 316 av. J.-C.                                                                         | Déinosthène, Déinomènés ou Démosthène | Sparte                    | Julius Africanus, Eusèbe de Césarée, Diodore de Sicile (XIX, 17, 1) et Pausanias (VI, 16, 18).                                                    | Förster notice 403, Moretti notice 478, Golden, p. 49.                                                                                        | |
| 117es en 312 av. J.-C.                                                                         | Parménide ou Parménion                | Mytilène                  | Julius Africanus, Eusèbe de Césarée et Diodore de Sicile (XIX, 77, 1).                                                                            | Förster notice 404a, Moretti notice 482. | |
| 118es en 308 av. J.-C.                                                                         | Apollonidès ou Andromène              | Tégée ou Corinthe         | Julius Africanus, Eusèbe de Césarée et Diodore de Sicile (XX, 37, 1).                                                                             | Förster notice 407, Moretti notice 486. | Diodore de Sicile cite Apollonidès de Tégée comme vainqueur quand Eusèbe de Césarée ne le mentionne pas, évoquant Andromène de Corinthe comme lors des jeux suivants. |
| 119es en 304 av. J.-C.                                                                         | Andromène                             | Corinthe                  | Julius Africanus, Eusèbe de Césarée et Diodore de Sicile (XX, 91, 1).                                                                             | Förster notice 412, Moretti notice 493. | |
| 120es et 121es en 300 et 296 av. J.-C.                                                         | Pythagoras                            | Magnésie du Méandre       | Julius Africanus, Eusèbe de Césarée. | Förster notice 416, Förster notice 423, Moretti notices 500, 507, 511 et 521, Golden, p. 143, Decker, p. 101 (notice 35).                     | Il est aussi crédité de deux autres couronnes olympiques, probablement à l'hoplitodromos lors des mêmes jeux que ses victoires au stadion, ainsi que deux victoires aux Jeux pythiques, cinq aux Jeux isthmiques et six ou sept aux Jeux néméens. Il est donc considéré comme periodonikès.                                                               |
| 122es et 123es en 292 et 288 av. J.-C.                                                         | Antigone                              | Royaume de Macédoine      | Julius Africanus, Eusèbe de Césarée. | Förster notices 426 et 429, Moretti notices 527 et 533, Golden, p. 11.                                                                        | |
| 124es en 284 av. J.-C.                                                                         | Philomèle                             | Pharsale                  | Julius Africanus, Eusèbe de Césarée. | Förster notice 430, Moretti notice 534. | |
| 125es en 280 av. J.-C.                                                                         | Ladas                                 | Aigion                    | Julius Africanus, Eusèbe de Césarée et Pausanias (III, 21, 1) et (X, 23, 14).                                                                     | Förster notice 431, Moretti notice 535. | |
| 126es en 276 av. J.-C.                                                                         | Idaïos                                | Cyrène                    | Julius Africanus, Eusèbe de Césarée et Pausanias (VI, 12, 2).                                                                                     | Förster notice 432, Moretti notice 537. | Sa victoire lui valut sûrement le surnom par lequel il est aussi connu : « Nikator ». |
| 127es en 272 av. J.-C.                                                                         | Périgène                              | Alexandrie                | Julius Africanus, Eusèbe de Césarée. | Förster notice 437, Moretti notice 539. | |
| 128es en 268 av. J.-C.                                                                         | Séleucos                              | Royaume de Macédoine      | Julius Africanus, Eusèbe de Césarée. | Förster notice 439, Moretti notice 543. | |
| 129es et 130es en 264 et 260 av. J.-C.                                                         | Philinos                              | Cos                       | Julius Africanus, Eusèbe de Césarée et Pausanias (VI, 17, 2).                                                                                     | Förster notices 440-442 et 444-445, Moretti notices 550-551, 553-554 et 556, Golden, p. 133, Decker, p. 102 (notice 36).                      | Il remporta aussi le diaulos lors des 129es, 130es et 131es jeux ; ainsi que onze victoires aux Jeux isthmiques, quatre aux Jeux pythiques et quatre aux Jeux néméens. |
| 131es en 256 av. J.-C.                                                                         | Ammonios                              | Alexandrie                | Julius Africanus, Eusèbe de Césarée. | Förster notice 447, Moretti notice 555. | |
| 132es en 252 av. J.-C.                                                                         | Xénophane                             | Amphissa                  | Julius Africanus, Eusèbe de Césarée. | Förster notice 450, Moretti notice 559. | |
| 133es en 248 av. J.-C.                                                                         | Simylos                               | Néapoli                   | Julius Africanus, Eusèbe de Césarée. | Förster notice 455, Moretti notice 561. | |
| 134es en 244 av. J.-C.                                                                         | Alcide                                | Sparte                    | Julius Africanus, Eusèbe de Césarée. | Förster notice 457, Moretti notice 566. | |
| 135es en 240 av. J.-C.                                                                         | Ératon                                | Étolie                    | Julius Africanus, Eusèbe de Césarée. | Förster notice 458, Moretti notice 568. | |
| 136es en 236 av. J.-C.                                                                         | Pythoclès                             | Sicyone                   | Julius Africanus, Eusèbe de Césarée. | Förster notice 460, Moretti notice 571. | |
| 137es en 232 av. J.-C.                                                                         | Ménesthéas                            | Bargylía                  | Julius Africanus, Eusèbe de Césarée. | Förster notice 462, Moretti notice 572. | |
| 138es en 228 av. J.-C.                                                                         | Démétrios                             | Alexandrie                | Julius Africanus, Eusèbe de Césarée. | Förster notice 464, Moretti notice 575. | |
| 139es en 224 av. J.-C.                                                                         | Iolaïdas                              | Argos                     | Julius Africanus, Eusèbe de Césarée. | Förster notice 466, Moretti notice 578. | |
| 140es en 220 av. J.-C.                                                                         | Zopyros                               | Syracuse                  | Julius Africanus, Eusèbe de Césarée. | Förster notice 468, Moretti notice 579. | |
| 141es en 216 av. J.-C.                                                                         | Dorothéos                             | Rhodes                    | Julius Africanus, Eusèbe de Césarée. | Förster notice 470, Moretti notice 582. | |
| 142es en 212 av. J.-C.                                                                         | Cratès                                | Alexandrie                | Julius Africanus, Eusèbe de Césarée. | Förster notice 473, Moretti notice 586. | |
| 143es en 208 av. J.-C.                                                                         | Héraclite                             | Samos                     | Julius Africanus, Eusèbe de Césarée. | Förster notice 477, Moretti notice 591. | |
| 144es en 204 av. J.-C.                                                                         | Héraclide                             | Salamine de Chypre        | Julius Africanus, Eusèbe de Césarée. | Förster notice 478, Moretti notice 594. | |
| 145es en 200 av. J.-C.                                                                         | Pyrrhias                              | Étolie                    | Julius Africanus, Eusèbe de Césarée. | Förster notice 479, Moretti notice 598. | |
| 146es en 196 av. J.-C.                                                                         | Micion                                | Béotie                    | Julius Africanus, Eusèbe de Césarée. | Förster notice 483, Moretti notice 604. | |
| 147es en 192 av. J.-C.                                                                         | Agémachos                             | Cyzique                   | Julius Africanus, Eusèbe de Césarée et Pausanias (VI, 13, 7).                                                                                     | Förster notice 485, Moretti notice 606. | |
| 148es en 188 av. J.-C.                                                                         | Arkésilaos                            | Mégalopolis               | Julius Africanus, Eusèbe de Césarée. | Förster notice 487, Moretti notice 608. | |
| 149es en 184 av. J.-C.                                                                         | Hippostrate                           | Séleucie de Piérie        | Julius Africanus, Eusèbe de Césarée. | Förster notice 488, Moretti notice 609. | |
| 150es en 180 av. J.-C.                                                                         | Onésicrite                            | Salamine                  | Julius Africanus, Eusèbe de Césarée. | Förster notice 489, Moretti notice 611. | Il n'est pas possible de savoir si cet athlète est originaire de l'île de Salamine dans le golfe Saronique ou de la cité de Salamine de Chypre. |
| 151es en 176 av. J.-C.                                                                         | Thymilos                              | Aspendos                  | Julius Africanus, Eusèbe de Césarée. | Förster notice 491, Moretti notice 613. | |
| 152es en 172 av. J.-C.                                                                         | Démocritos                            | Mégare                    | Julius Africanus, Eusèbe de Césarée. | Förster notice 492, Moretti notice 614. | |
| 153es en 168 av. J.-C.                                                                         | Aristandros                           | Antissa                   | Julius Africanus, Eusèbe de Césarée. | Förster notice 493, Moretti notice 617. | |
| 154es, 155es, 156es et 157es en 164, 160, 156 et 152 av. J.-C.                                 | Léonidas                              | Rhodes                    | Julius Africanus, Eusèbe de Césarée, Pausanias (VI, 13, 4) et Philostrate, 33.                                                                    | Förster notices 495-500, 502-504 et 507-509, Moretti notices 618-620, 622-624, 626-628 et 633-635, Golden, p. 96, Decker, p. 111 (notice 46). | Triastès (stadion, diaulos et hoplitodromos) à chacun des jeux ; il fut longtemps le seul sportif au monde à compter douze victoires olympiques. Seul Michael Phelps dépassa aux Jeux modernes de Rio en 2016 son nombre de victoires,. |
| 158es en 148 av. J.-C.                                                                         | Orthon                                | Syracuse                  | Julius Africanus, Eusèbe de Césarée. | Förster notice 511, Moretti notice 638. | |
| 159es en 144 av. J.-C.                                                                         | Alcimos                               | Cyzique                   | Julius Africanus, Eusèbe de Césarée. | Förster notice 514, Moretti notice 640. | |
| 160es en 140 av. J.-C.                                                                         | Diodore ou Agnodoros (ou Anodoros)    | Sicyone ou Cyzique        | Julius Africanus, Eusèbe de Césarée et Pausanias (VII, 16, 10).                                                                                   | Förster notice 516, Moretti notice 642. | Pausanias cite Diodore de Sicyone comme vainqueur quand Eusèbe de Césarée évoque Agnodoros de Cyzique. |
| 161es en 136 av. J.-C.                                                                         | Antipater                             | Épire                     | Julius Africanus, Eusèbe de Césarée. | Förster notice 518, Moretti notice 643. | |
| 162es en 132 av. J.-C.                                                                         | Damon                                 | Delphes                   | Julius Africanus, Eusèbe de Césarée. | Förster notice 520, Moretti notice 644. | |
| 163es en 128 av. J.-C.                                                                         | Timothéos                             | Tralles                   | Julius Africanus, Eusèbe de Césarée. | Förster notice 522, Moretti notice 646. | |
| 164es en 124 av. J.-C.                                                                         | Boéotos                               | Sicyone                   | Julius Africanus, Eusèbe de Césarée. | Förster notice 524, Moretti notice 647. | |
| 165es en 120 av. J.-C.                                                                         | Acousilaos                            | Cyrène                    | Julius Africanus, Eusèbe de Césarée. | Förster notice 526, Moretti notice 648. | |
| 166es et 167es en 116 et 112 av. J.-C.                                                         | Chrysogonos                           | Nicée                     | Julius Africanus, Eusèbe de Césarée. | Förster notices 528 et 530, Moretti notices 650-651, Golden, p. 38.                                                                           | |
| 168es en 108 av. J.-C.                                                                         | Nicomache                             | Philadelphie              | Julius Africanus, Eusèbe de Césarée. | Förster notice 531, Moretti notice 652. | |
| 169es en 104 av. J.-C.                                                                         | Nicodème                              | Sparte                    | Julius Africanus, Eusèbe de Césarée. | Förster notice 532, Moretti notice 653. | |
| 170es en 100 av. J.-C.                                                                         | Simmias                               | Séleucie du Tigre         | Julius Africanus, Eusèbe de Césarée. | Förster notice 534, Moretti notice 654. | |
| 171es en 96 av. J.-C.                                                                          | Parméniscos ou Nicoclès               | Corcyre ou Acriae         | Julius Africanus, Eusèbe de Césarée et Pausanias (III, 22, 5).                                                                                    | Förster notice 536, Moretti notices 655-657 et 659, Golden, p. 110-111 et 129.                                                                | Eusèbe de Césarée propose Parméniscos de Corcyre comme vainqueur du stadion, mais certaines extrapolations du texte de Pausanias font attribuer la victoire à Nicoclès d'Acriae. |
| 172es en 92 av. J.-C.                                                                          | Eudamos                               | Cos                       | Julius Africanus, Eusèbe de Césarée. | Förster notice 537, Moretti notice 665. | |
| 173es en 88 av. J.-C.                                                                          | Parméniscos                           | Corcyre                   | Julius Africanus, Eusèbe de Césarée. | Förster notice 540, Moretti notices 659 et 668, Golden, p. 129.                                                                               | Probable seconde victoire olympique. Enfant, il remporta le diaulos et le dolichos aux Amphiaraeia d'Oropos. |
| 174es en 84 av. J.-C.                                                                          | Démostrate                            | Larissa                   | Julius Africanus, Eusèbe de Césarée. | Förster notice 541, Moretti notice 669, Golden, p. 44 et 60.                                                                                  | |
| 175es en 80 av. J.-C.                                                                          | Épaénétos                             | Argos                     | Julius Africanus, Eusèbe de Césarée. | Förster notice 548, Moretti notice 676, Golden, p. 44 et 60.                                                                                  | Sylla avait convoqué tous les athlètes à Rome pour « ses » jeux. Seul le stadion des enfants se courut à Olympie. Son vainqueur, Épaénétos d'Argos est proposé dans les listes, en remplacement du vainqueur du stadion. |
| 176es en 76 av. J.-C.                                                                          | Dion                                  | Kyparissia                | Julius Africanus, Eusèbe de Césarée. | Förster notice 549, Moretti notice 677. | |
| 177es en 72 av. J.-C.                                                                          | Hécatomnos                            | Élis ou Milet             | Julius Africanus, Eusèbe de Césarée. | Förster notices 551-553, Moretti notices 681-683, Golden, p. 77-78.                                                                           | Pour Eusèbe de Césarée, il serait né à Élis ; pour Phlégon, il serait originaire de Milet. Triastès, Hécatomnos remporta le stadion, le diaulos et l'hoplitodromos lors de ces 177es jeux. |
| 178es en 68 av. J.-C.                                                                          | Dioclès                               | Hypèpes                   | Julius Africanus, Eusèbe de Césarée. | Förster notice 569, Moretti notice 699. | |
| 179es en 64 av. J.-C.                                                                          | Andréas                               | Sparte                    | Julius Africanus, Eusèbe de Césarée. | Förster notice 572, Moretti notice 702. | |
| 180es en 60 av. J.-C.                                                                          | Andromaque                            | Ambracie                  | Julius Africanus, Eusèbe de Césarée. | Förster notice 574, Moretti notice 704. | |
| 181es en 56 av. J.-C.                                                                          | Lamaque                               | Taormine                  | Julius Africanus, Eusèbe de Césarée. | Förster notice 576, Moretti notice 706. | |
| 182es en 52 av. J.-C.                                                                          | Anthestion                            | Argos                     | Julius Africanus, Eusèbe de Césarée. | Förster notice 578, Moretti notice 708. | |
| 183es et 184es en 48 et 44 av. J.-C.                                                           | Théodoros                             | Messénie                  | Julius Africanus, Eusèbe de Césarée. | Förster notices 582 et 584, Moretti notices 713 et 716, Golden, p. 163.                                                                       | |
| 185es en 40 av. J.-C.                                                                          | Ariston                               | Thourioi                  | Julius Africanus, Eusèbe de Césarée. | Förster notice 586, Moretti notice 717, Golden, p. 16.                                                                                        | |
| 186es en 36 av. J.-C.                                                                          | Scamandre                             | Alexandrie de Troade      | Julius Africanus, Eusèbe de Césarée. | Förster notice 588, Moretti notice 719. | |
| 187es en 32 av. J.-C.                                                                          | Ariston                               | Thourioi                  | Julius Africanus, Eusèbe de Césarée. | Förster notice 589, Moretti notice 721, Golden, p. 16.                                                                                        | |
| 188es en 28 av. J.-C.                                                                          | Sopratos                              | Argos                     | Julius Africanus, Eusèbe de Césarée. | Förster notice 590, Moretti notice 723. | |
| 189es en 24 av. J.-C.                                                                          | Asclépiade                            | Sidon                     | Julius Africanus, Eusèbe de Césarée. | Förster notice 591, Moretti notice 724. | |
| 190es en 20 av. J.-C.                                                                          | Auphidios                             | Patras                    | Julius Africanus, Eusèbe de Césarée | Förster notice 592, Moretti notice 727. | |
| 191es en 16 av. J.-C.                                                                          | Diodotos                              | Tyane                     | Julius Africanus, Eusèbe de Césarée. | Förster notice 594, Moretti notice 730. | |
| 192es en 12 av. J.-C.                                                                          | Diophanès                             | Éolide                    | Julius Africanus, Eusèbe de Césarée. | Förster notice 596, Moretti notice 732. | |
| 193es en 8 av. J.-C.                                                                           | Artémidoros                           | Thyateira                 | Julius Africanus, Eusèbe de Césarée. | Förster notice 599, Moretti notice 734. | |
| 194es et 195es en 4 av. J.-C. et 1 ap. J.-C.                                                   | Démaratos                             | Éphèse                    | Julius Africanus, Eusèbe de Césarée. | Förster notices 600 et 602, Moretti notices 736 et 739, Golden, p. 50.                                                                        | |
| 196es en 5 ap. J.-C.                                                                           | Pamménès                              | Magnésie du Méandre       | Julius Africanus, Eusèbe de Césarée. | Förster notice 604, Moretti notice 742. | |
| 197es en 9 ap. J.-C.                                                                           | Asiaticos                             | Halicarnasse              | Julius Africanus, Eusèbe de Césarée. | Förster notice 606, Moretti notice 744. | |
| 198es en 13 ap. J.-C.                                                                          | Diophanès                             | Pruse                     | Julius Africanus, Eusèbe de Césarée. | Förster notice 608, Moretti notice 746. | |
| 199es en 17 ap. J.-C.                                                                          | Eschine « Glaucias »                  | Milet                     | Julius Africanus, Eusèbe de Césarée. | Förster notice 611, Moretti notice 749. | |
| 200es en 21 ap. J.-C.                                                                          | Polémon                               | Pétra                     | Julius Africanus, Eusèbe de Césarée. | Förster notice 613, Moretti notice 751. | Il est impossible de savoir de quelle Petra grecque il était originaire. |
| 201es en 25 ap. J.-C.                                                                          | Damasias, Damas ou Damasilas          | Cydonia                   | Julius Africanus, Eusèbe de Césarée. | Förster notice 615, Moretti notice 752. | |
| 202es en 29 ap. J.-C.                                                                          | Hermogénès                            | Pergame                   | Julius Africanus, Eusèbe de Césarée. | Förster notice 617, Moretti notice 755. | |
| 203es en 33 ap. J.-C.                                                                          | Apollonios                            | Épidaure                  | Julius Africanus, Eusèbe de Césarée. | Förster notice 618, Moretti notice 758. | |
| 204es en 37 ap. J.-C.                                                                          | Sarapion                              | Alexandrie                | Julius Africanus, Eusèbe de Césarée. | Förster notice 620, Moretti notice 761. | |
| 205es en 41 ap. J.-C.                                                                          | Euboulidas                            | Laodicée du Lycos         | Julius Africanus, Eusèbe de Césarée. | Förster notice 623, Moretti notice 766. | |
| 206es en 45 ap. J.-C.                                                                          | Valérios                              | Lesbos                    | Julius Africanus, Eusèbe de Césarée. | Förster notice 627, Moretti notice 770. | |
| 207es et 208es en 49 et 53 ap. J.-C.                                                           | Athénodoros                           | Aigion                    | Julius Africanus, Eusèbe de Césarée. | Förster notices 630 et 633, Moretti notices 773 et 778, Golden, p. 19.                                                                        | |
| 209es en 57 ap. J.-C.                                                                          | Calliclès                             | Sidon                     | Julius Africanus, Eusèbe de Césarée. | Förster notice 635, Moretti notice 783. | |
| 210es en 61 ap. J.-C.                                                                          | Athénodoros                           | Aigion                    | Julius Africanus, Eusèbe de Césarée. | Förster notice 637, Moretti notice 786, Golden, p. 19.                                                                                        | |
| 211es en 67 ap. J.-C.                                                                          | Triphon                               | Philadelphie              | Julius Africanus, Eusèbe de Césarée. | Förster notice 639, Moretti notice 788. | Les jeux auraient dû se dérouler en 65 ap. J.-C., mais Néron les déplaça pour pouvoir y participer. |
| 212es en 69 ap. J.-C.                                                                          | Politès                               | Kéramos                   | Julius Africanus, Eusèbe de Césarée et Pausanias (VI, 13, 3).                                                                                     | Förster notice 648-650, Moretti notices 796-798, Golden, p. 137, Decker, p. 124 (notice 58).                                                  | Triastès : il remporta lors des 212es jeux le stadion, le diaulos et le dolichos (la course de fond) : un exploit qu'il fut le seul à réaliser. |
| 213es en 73 ap. J.-C.                                                                          | Rhodon ou Théodotos                   | Cymé                      | Julius Africanus, Eusèbe de Césarée. | Förster notice 652, Moretti notice 801. | |
| 214es en 77 ap. J.-C.                                                                          | Straton                               | Alexandrie                | Julius Africanus, Eusèbe de Césarée. | Förster notice 653, Moretti notice 803. | |
| 215es en 81 ap. J.-C.                                                                          | Hermogénès                            | Xanthos                   | Julius Africanus, Eusèbe de Césarée et Pausanias (VI, 13, 3).                                                                                     | Förster notices 654-656, 659-660 et 662-664, Moretti notices 805-807, 812-813 et 817-819, Golden, p. 68, Decker, p. 130-131 (notice 61).      | Triastès lors des 215es et 217es jeux (stadion, diaulos, hoplitodromos). Il remporta aussi les diaulos et hoplitodromos lors des 216es jeux ainsi qu'une quarantaine de victoires lors des autres jeux périodiques et de nombreuses autres dans divers concours.                                                                                          |
| 216es en 85 ap. J.-C.                                                                          | Apollophanès ou Apollophanès Papis    | Tarse                     | Julius Africanus, Eusèbe de Césarée. | Förster notice 638, Moretti notice 811. | |
| 217es en 89 ap. J.-C.                                                                          | Hermogénès                            | Xanthos                   | Julius Africanus, Eusèbe de Césarée et Pausanias (VI, 13, 3).                                                                                     | Förster notices 654-656, 659-660 et 662-664, Moretti notices 805-807, 812-813 et 817-819, Golden, p. 68, Decker, p. 130-131 (notice 61).      | Triastès lors des 215es et 217es jeux (stadion, diaulos, hoplitodromos). Il remporta aussi les diaulos et hoplitodromos lors des 216es jeux ainsi qu'une quarantaine de victoires lors des autres jeux périodiques et de nombreuses autres dans divers concours.                                                                                          |
| 218es en 93 ap. J.-C.                                                                          | Apollonis ou Héliodore                | Alexandrie                | Julius Africanus, Eusèbe de Césarée. | Förster notice 668, Moretti notice 824. | |
| 219es en 97 ap. J.-C.                                                                          | Stéphane                              | Cappadoce                 | Julius Africanus, Eusèbe de Césarée. | Förster notice 670, Moretti notice 827. | |
| 220es en 101 ap. J.-C.                                                                         | Achille                               | Alexandrie                | Julius Africanus, Eusèbe de Césarée. | Förster notice 672, Moretti notice 829. | |
| 221es en 105 ap. J.-C.                                                                         | Théonas ou Théonas Smaragdos          | Alexandrie                | Julius Africanus, Eusèbe de Césarée. | Förster notice 674, Moretti notice 831. | |
| 222es en 109 ap. J.-C.                                                                         | Calliste                              | Sidé                      | Julius Africanus, Eusèbe de Césarée. | Förster notice 676, Moretti notice 833. | |
| 223es en 113 ap. J.-C.                                                                         | Eustolos                              | Sidé                      | Julius Africanus, Eusèbe de Césarée. | Förster notice 677, Moretti notice 834. | |
| 224es en 117 ap. J.-C.                                                                         | Isarion                               | Alexandrie                | Julius Africanus, Eusèbe de Césarée. | Förster notice 678, Moretti notice 836. | |
| 225es en 121 ap. J.-C.                                                                         | Aristéas                              | Milet                     | Julius Africanus, Eusèbe de Césarée. | Förster notice 680, Moretti notice 839. | |
| 226es et 227es en 125 et 129 ap. J.-C.                                                         | Dionysius Sameumys                    | Alexandrie                | Julius Africanus, Eusèbe de Césarée. | Förster notices 683 et 685, Moretti notices 840 et 843, Golden, p. 53.                                                                        | |
| 228es en 133 ap. J.-C.                                                                         | Lucas                                 | Alexandrie                | Julius Africanus, Eusèbe de Césarée. | Förster notice 687, Moretti notice 847. | |
| 229es en 137 ap. J.-C.                                                                         | Épidaurus Ammonius                    | Alexandrie                | Julius Africanus, Eusèbe de Césarée. | Förster notice 689, Moretti notice 849. | |
| 230es en 141 ap. J.-C.                                                                         | Didyme Klydéus                        | Alexandrie                | Julius Africanus, Eusèbe de Césarée. | Förster notice 693, Moretti notice 855. | |
| 231es en 145 ap. J.-C.                                                                         | Ailios Granianos ou Cranaos           | Sicyone                   | Julius Africanus, Eusèbe de Césarée et Pausanias (II, 11, 8).                                                                                     | Förster notices 697, 702-703 et 707-708, Moretti notices 848 et 858, Golden, p. 3, Decker, p. 144 (notice 69).                                | Pausanias le crédite de cinq couronnes olympiques : deux au pentathlon, une au stadion, une au diaulos et une à l'hoplitodromos. Les historiens contemporains penchent plutôt pour un stadion des enfants, un diaulos, un hopltitodromos et deux pentathlons, en s'appuyant sur Eusèbe de Césarée qui donne Cranaos vainqueur du stadion en 145 ap. J.-C. |
| 232es en 149 ap. J.-C.                                                                         | Atticos                               | Sardes                    | Julius Africanus, Eusèbe de Césarée. | Förster notice 701, Moretti notice 860. | Il pourrait aussi avoir remporté une victoire aux Sebasta (les « Jeux Augustes » de Néapolis). |
| 233es en 153 ap. J.-C.                                                                         | Démétrios                             | Chios                     | Julius Africanus, Eusèbe de Césarée. | Förster notice 706, Moretti notices 863-864 et 867.                                                                                           | Démétrios ou son successeur Éras est honoré par une inscription de Chios qui le crédite de deux victoires olympiques, ainsi que de victoires aux Jeux isthmiques, aux Ephesia, aux Balbillea, aux Panathénées, aux Sebasta (les « Jeux Augustes » de Néapolis), aux Eusebia de Pouzzoles, aux Jeux capitolins et lors de jeux à Rhodes et en Bithynie.    |
| 234es en 157 ap. J.-C.                                                                         | Éras                                  | Chios                     | Julius Africanus, Eusèbe de Césarée. | Förster notice 710, Moretti notices 863-864 et 867.                                                                                           | Éras ou son prédécesseur Démétrios est honoré par une inscription de Chios qui le crédite de deux victoires olympiques, ainsi que de victoires aux Jeux isthmiques, aux Ephesia, aux Balbillea, aux Panathénées, aux Sebasta (les « Jeux Augustes » de Néapolis), aux Eusebia de Pouzzoles, aux Jeux capitolins et lors de jeux à Rhodes et en Bithynie.  |
| 235es en 161 ap. J.-C.                                                                         | Mnésibule ou Mnasibule                | Élatée                    | Julius Africanus, Eusèbe de Césarée et Pausanias (X, 34, 5).                                                                                      | Förster notices 712-713, Moretti notices 868-869, Golden, p. 104.                                                                             | Il remporta l'hoplitodromos lors des 235es jeux ; il était considéré periodonikès sur le stadion et la course en armes. Il triompha à la « course en armes à partir du trophée » aux Éleuthéries de Platées. |
| 236es en 165 ap. J.-C.                                                                         | Aeithalès                             | Alexandrie                | Julius Africanus, Eusèbe de Césarée. | Förster notice 714, Moretti notice 870. | |
| 237es en 169 ap. J.-C.                                                                         | Eudaimon                              | Alexandrie                | Julius Africanus, Eusèbe de Césarée. | Förster notice 715, Moretti notice 874. | |
| 238es et 239es en 173 et 177 ap. J.-C.                                                         | Marcus Aurélius Agathopus             | Égine                     | Julius Africanus, Eusèbe de Césarée. | Förster notices 716-717, Moretti notices 876 et 879, Golden, p. 21.                                                                           | Il aurait remporté la « course en armes à partir du trophée » aux Éleuthéries de Platées. Il pourrait aussi avoir été periodonikès à quatre reprises. |
| 240es en 181 ap. J.-C.                                                                         | Anubion ou Phidos                     | Alexandrie                | Julius Africanus, Eusèbe de Césarée. | Förster notice 718, Moretti notice 883. | |
| 241es en 185 ap. J.-C.                                                                         | Héron                                 | Alexandrie                | Julius Africanus, Eusèbe de Césarée. | Förster notice 720, Moretti notice 886. | |
| 242es en 189 ap. J.-C.                                                                         | Magnus Libycus                        | Cyrène                    | Julius Africanus, Eusèbe de Césarée. | Förster notice 721, Moretti notice 889. | |
| 243es et 244es en 193 et 197 ap. J.-C.                                                         | Isidore ou Artémidore                 | Alexandrie                | Julius Africanus, Eusèbe de Césarée. | Förster notices 722-723, Moretti notices 893 et 896, Golden, p. 88.                                                                           | |
| 245es en 201 ap. J.-C.                                                                         | Alexandre                             | Alexandrie                | Julius Africanus, Eusèbe de Césarée. | Förster notice 724, Moretti notice 900. | |
| 246es en 205 ap. J.-C.                                                                         | Épinice                               | Cyzique                   | Julius Africanus, Eusèbe de Césarée. | Förster notice 726, Moretti notice 903. | |
| 247es en 209 ap. J.-C.                                                                         | Satornilos                            | Gortyne                   | Julius Africanus, Eusèbe de Césarée. | Förster notice 728, Moretti notice 906. | |
| 248es et 249es en 213 et 217 ap. J.-C.                                                         | Héliodore ou Trosidamas               | Alexandrie                | Julius Africanus, Eusèbe de Césarée. | Förster notices 730 et 732, Moretti notices 909 et 913, Golden, p. 78.                                                                        | Il est le dernier vainqueur enregistré dans les listes de Julius Africanus et Eusèbe de Césarée. |
| 250es et 251es en 221 et 225 ap. J.-C.                                                         | Publius Aelius Alcandridas            | Sparte                    | Quatre inscriptions : IG 5.1 305 ; IG 5.1 556 ; IvO 238 ; SEG 11.802 et SEG 11.831.                                                               | Moretti notices 917 et 920, Golden, p. 2. | Deux fois periodonikès. Ses victoires attestées sont la « course en armes à partir du trophée » aux Éleuthéries de Platées, quatre stadions des enfants (deux aux Jeux pythiques et deux aux Jeux néméens), ainsi que deux diaulos aux Jeux pythiques. |
| 252es, 253es et 254es en 229, 233 et 237 ap. J.-C.                                             | Démétrios                             | Salamine de Chypre        | Une inscription : IAG 86 ; SEG 12.512. | Moretti notices 922-923, 925-926 et 928, Golden, p. 50 et Decker, p. 170-171 (notice 84).                                                     | Il remporta aussi le pentathlon lors des 252es et 253es jeux. Il remporta des victoires aux Jeux pythiques et aux Jeux néméens et dans de nombreux autres concours. |
| Lacune pour les sept olympiades suivantes                                                      |                                       |                           | | | |
| 262es en 269 ap. J.-C.                                                                         | Dionysios                             | Alexandrie                | Dexippe (F16a). | Moretti notice 941. | |
| Lacune définitive, jusqu'à la disparition des Jeux olympiques antiques à la fin du IVe siècle. |                                       |                           | | | |

## Sources antiques

### Textes antiques
- Julius Africanus, Olympiade.
- Denys d'Halicarnasse, Antiquités romaines [détail des éditions] [lire en ligne].
- Diodore de Sicile, Bibliothèque historique [détail des éditions] [lire en ligne].
- Diogène Laërce, Vies, doctrines et sentences des philosophes illustres [détail des éditions] (lire en ligne).
- Élien, Histoires variées [lire en ligne].
- Eusèbe de Césarée, Chronique, Livre I, 70-82. Lire en ligne.
- Pausanias, Description de la Grèce [détail des éditions] [lire en ligne].
- Philostrate d'Athènes, Sur la gymnastique.
- Pindare, Odes [détail des éditions] (lire en ligne).
- Strabon, Géographie [détail des éditions] [lire en ligne].
- Platon, Les Lois [détail des éditions] [lire en ligne].
- Xénophon, Helléniques [lire en ligne].

## Sources contemporaines

### Listes contemporaines
- (de) Hugo Förster, Die Sieger in den olympischen Spielen bis zum Ende des 4. Jahrhunderts v. Chr., t. 1, Zwickau, Drück von R. Zückler, 1891, 30 p.
- (de) Hugo Förster, Die Sieger in den olympischen Spielen bis zum Ende des 4. Jahrhunderts v. Chr., t. 2, Zwickau, Drück von R. Zückler, 1892, 32 p.
- (it) Luigi Moretti, « Olympionikai, i vincitori negli antichi agoni olimpici », Atti della Accademia Nazionale dei Lincei, vol. VIII,‎ 1959, p. 55-199.